# Schweizerische Nordostbahn
| 1856/57 erbaute eiserne Thurbrücke der am 15. April 1857 eröffneten Linie von Winterthur nach Schaffhausen (1857) |        |                            |                            |
| |        |                            |                            |
| Schweizerische Nordostbahn 1871–1874 |        |                            |                            |
| \| \| \| Konstanz (Baden) \| \| \| \| 100,88 \| Landesgrenze \| Landesgrenze \| \| \| \| Friedrichshafen (Wü'berg) \| \| \| \| 56,06 \| Schaffhausen \| Schaffhausen \| \| \| 82,15 \| Romanshorn \| Romanshorn \| \| \| \| Waldshut (Baden) \| \| \| \| 42,70 \| Landesgrenze (Rheinbrücke) \| Landesgrenze (Rheinbrücke) \| \| \| 26,14 \| Winterthur \| Winterthur \| \| \| 97,27 \| Rorschach \| Rorschach \| \| \| 27,43 \| Turgi \| Turgi \| \| \| 0,00 \| Zürich \| Zürich \| \| \| 43,44 \| Wöschnau bei Aarau \| Wöschnau bei Aarau \| \| Ohne Zwischenstationen und ohne Anschlussbahnen. \| \| \| \| |        |                            |                            |
| Bahnhof |        | Konstanz (Baden)           | Konstanz (Baden)           |
| Grenze | 100,88 | Landesgrenze               | Landesgrenze               |
| Strecke |        | Friedrichshafen (Wü'berg)  | Friedrichshafen (Wü'berg)  |
| Bahnhof · Abzweig geradeaus und von links | 56,06  | Schaffhausen               | Schaffhausen               |
| Strecke · Bahnhof | 82,15  | Romanshorn                 | Romanshorn                 |
| Bahnhof · Strecke · Strecke von links · Abzweig geradeaus und nach rechts |        | Waldshut (Baden)           | Waldshut (Baden)           |
| Grenze auf Brücke über Wasserlauf · Strecke nach links · Abzweig geradeaus und von rechts · Strecke | 42,70  | Landesgrenze (Rheinbrücke) | Landesgrenze (Rheinbrücke) |
| Strecke · Bahnhof · Strecke | 26,14  | Winterthur                 | Winterthur                 |
| Strecke · Strecke · Bahnhof | 97,27  | Rorschach                  | Rorschach                  |
| Abzweig nach links und von links · Bahnhof quer · Abzweig geradeaus und von rechts | 27,43  | Turgi                      | Turgi                      |
| Strecke · Kopfbahnhof Streckenende | 0,00   | Zürich                     | Zürich                     |
| Bahnhof | 43,44  | Wöschnau bei Aarau         | Wöschnau bei Aarau         |
| Ohne Zwischenstationen und ohne Anschlussbahnen. |        |                            |                            |

Die Schweizerische Nordostbahn (NOB) war eine Eisenbahngesellschaft der Schweiz. Zudem betrieb sie Schifffahrt auf dem Bodensee und dem Zürichsee. Bis zum Zusammenschluss der Westschweizer Bahnen zur Jura-Simplon-Bahn (JS) 1890/91 war sie die grösste schweizerische Bahngesellschaft.

## Geschichte

### Aufbau des Stammnetzes

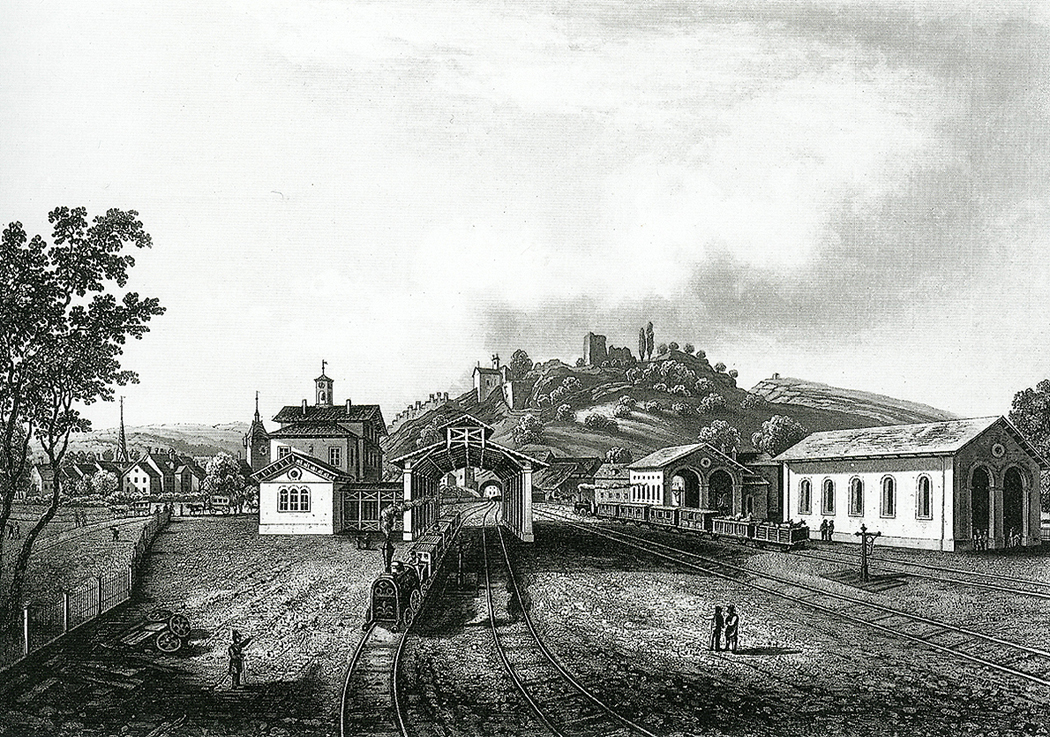
Bahnhof Baden um 1850

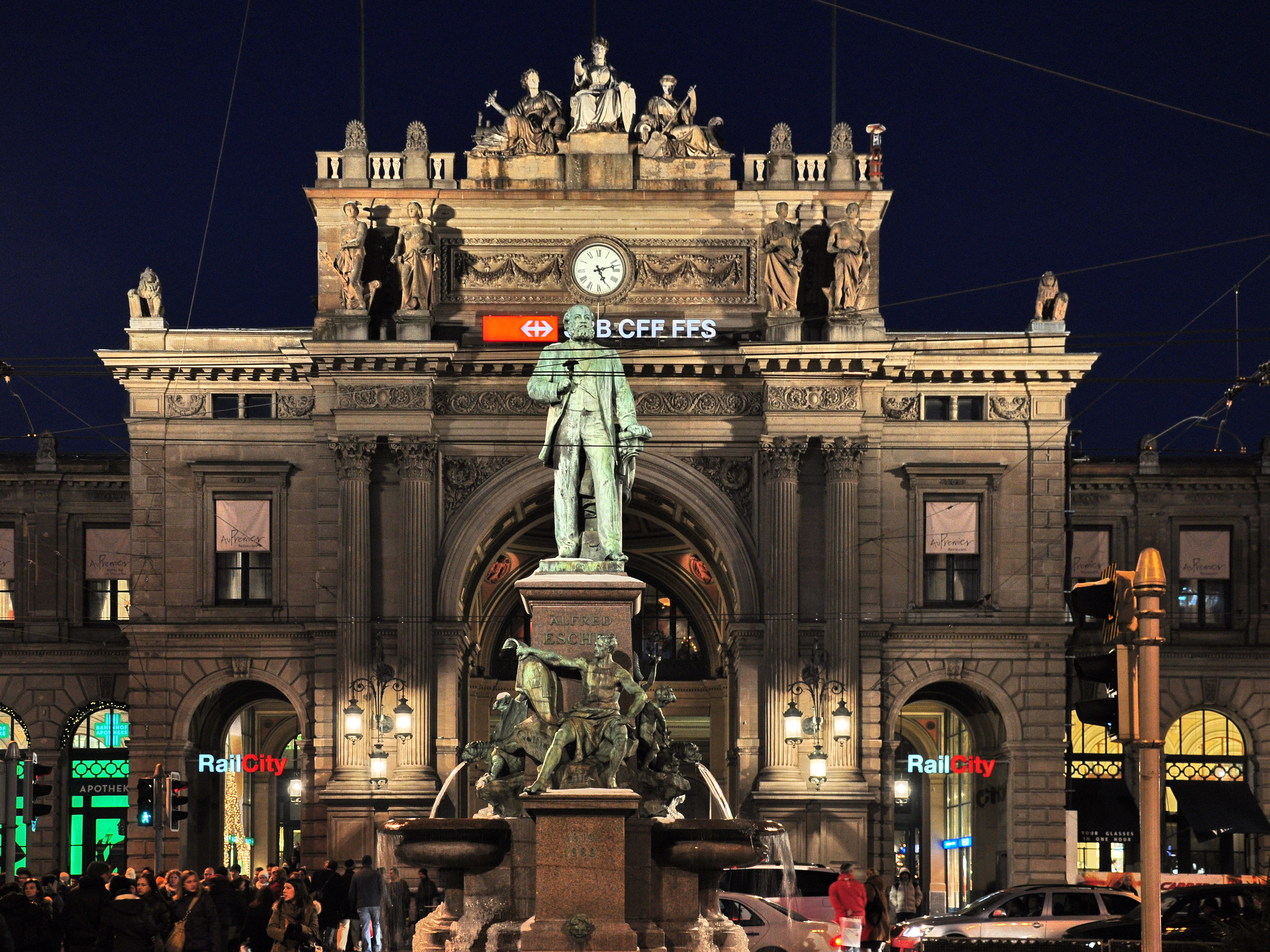
Alfred-Escher-Denkmal von Richard Kissling vor dem Zürcher Hauptbahnhof

Die Schweizerische Nordostbahn entstand am 1. Juli 1853 durch die Fusion der Schweizerischen Nordbahn (SNB), besser bekannt als «Spanisch-Brötli-Bahn», und der Zürich-Bodenseebahn.
Die ursprünglich geplante Fortsetzung der Nordbahn von Baden nach Basel scheiterte zunächst an den unterschiedlichen Interessen der Kantone Zürich, Aargau und Basel.
Hauptinitiant der Fusion war der Zürcher Alfred Escher, der zuvor bereits der Zürich-Bodenseebahn vorstand. Er befürwortete die Finanzierung der Bahnen durch private Investoren statt durch öffentliche Gelder. Zur Deckung des grossen Kapitalbedarfs der Eisenbahnen regte er die Gründung der Schweizerischen Kreditanstalt an.
Die NOB bemühte sich, für den Güterverkehr Verbindungen zum Ausland herzustellen. Zuerst konnte sie den direkten Anschluss Zürichs an den Bodensee realisieren. Damit wurde sie die direkte Konkurrentin der Vereinigten Schweizerbahnen (VSB) mit Sitz in St. Gallen. Von Romanshorn her kommend, nahm die NOB zunächst am 16. Mai 1855 die Strecke nach Winterthur in Betrieb. Die weitere Verbindung Zürich–Winterthur wurde in zwei Etappen am 27. Dezember 1855 von Winterthur nach Oerlikon und am 26. Juni 1856 bis Zürich eröffnet, wo eine Verbindung zur vorhandenen ehemaligen Nordbahnstrecke Zürich–Baden bestand. Das beschauliche Dorf Romanshorn wuchs dank der NOB zu einem der wichtigsten Verkehrsknotenpunkte in der Ostschweiz. 1855 nahm die NOB den Schiffsverkehr auf dem Bodensee auf. 1869 wurde der Trajektverkehr zwischen Romanshorn und Friedrichshafen (Deutschland) eingerichtet. Die Expansion führte zum Ausbau der Bahnanlagen und zum Bau des – nach Fläche gemessen – grössten Bodenseehafens, für den eigens das Ufer aufgeschüttet werden musste.

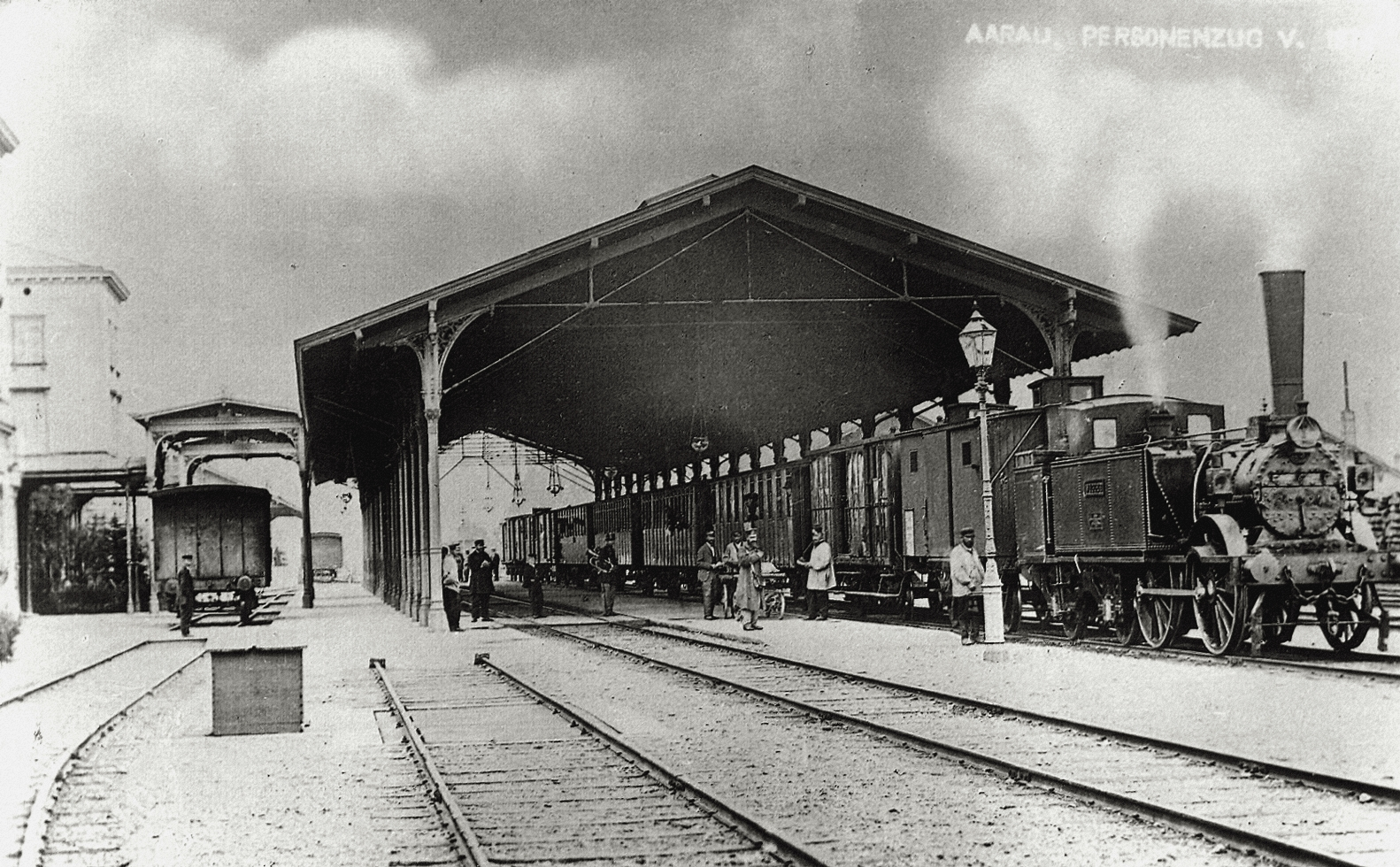
Bahnhof Aarau mit einem bereitstehenden Zug der SCB nach Olten

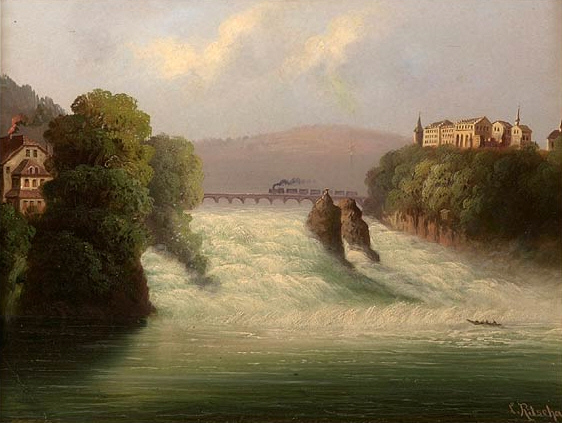
Rheinfallbrücke und Schloss Laufen in einem Gemälde von Hubert Sattler

1856 vollendete die NOB die von der Rheinfallbahn begonnene Bahnstrecke Winterthur–Schaffhausen, welche am 16. April 1857 ihren Betrieb aufnahm. Die frühere Nordbahnstrecke zwischen Zürich und Baden wurde Richtung Westen erweitert. Von der Bahnstrecke Baden–Aarau wurde am 29. September 1856 zunächst der Abschnitt von Baden nach Brugg mit der Brücke über die Reuss eröffnet. Am 15. Mai 1858 folgte die restliche Verbindung nach Aarau, wo in Wöschnau an der aargauisch-solothurnischen Kantonsgrenze das Netz der NOB mit jenem der Schweizerischen Centralbahn (SCB) zusammentraf und Zürich mit Basel verbunden wurde.
Am 18. August 1859 konnte die NOB mit der Eröffnung der Strecke Turgi–Waldshut die direkte Verbindung mit dem Ausland verwirklichen. Damit war das Stammnetz der Nordostbahn erstellt. Das wichtigste nördliche Eingangstor zur Schweiz, nämlich Basel, sicherte sich aber die SCB. Der Güterverkehr war und blieb das wichtigste Geschäftsfeld der NOB, die sich zunächst einer guten Rendite erfreute.
Die NOB war an weiteren Bahngesellschaften beteiligt. Nachdem die Schweizerische Ostwestbahn (OWB) mit einer Verbindung von La Neuveville über Bern–Luzern nach Zürich gescheitert war, gründete 1861 die NOB zusammen mit den Kantonen Zürich, Zug und Luzern die Zürich-Zug-Luzern-Bahn (ZZL) und baute das Teilstück bis zum 1. Juni 1864 fertig.
Die NOB strebte – wie damals andere Bahnkonzerne auch – eine kurzfristige Gewinnmaximierung für die Privatbankiers an. Diese nahmen Einsitz in der Direktion und im Verwaltungsrat, um sich ihre Gewinne zu sichern. Die Rechte der anderen Aktionäre wurden mittels Stammaktien ausgehebelt. Durch politische Einflussnahme sorgten sie für Steuerbefreiung und Subventionen. Alfred Escher war nicht nur Direktionspräsident der NOB und Verwaltungsratspräsident der Kreditanstalt, sondern auch Zürcher Regierungsrat und 34 Jahre lang Nationalrat. Der Unterhalt wurde vernachlässigt und die Substanz des Bahnkonzerns ausgehöhlt. Bereits 1857 kam es zu den ersten Krisenerscheinungen, die sich 1867 verschärften.

### Eisenbahnkrise

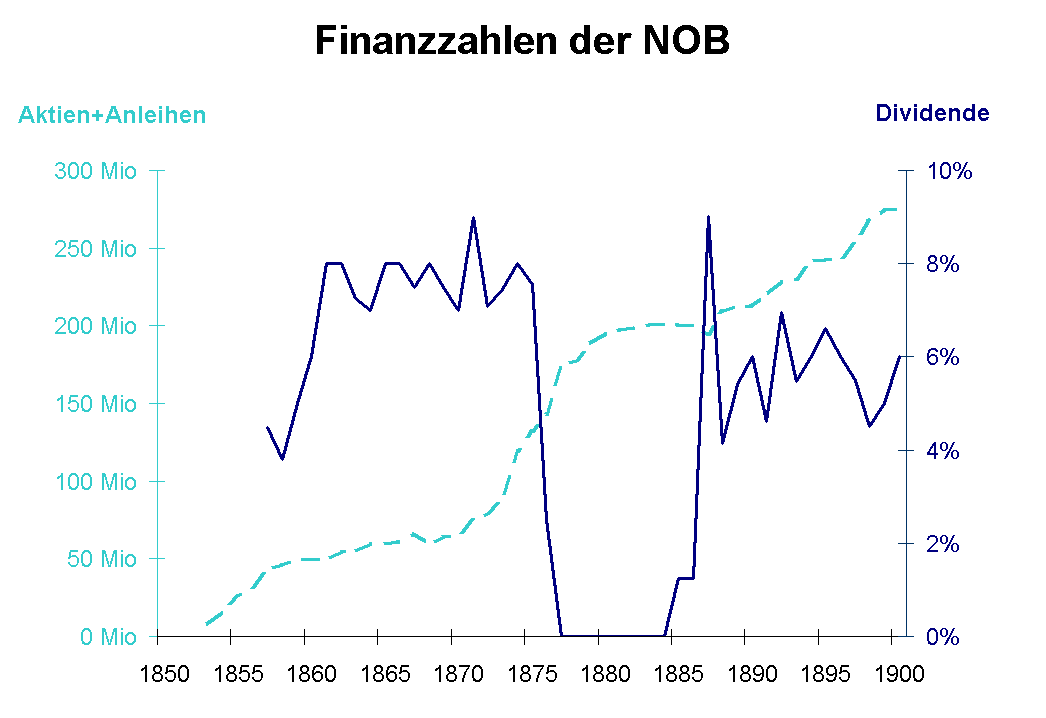
Aktienkapital und feste Anleihen sowie Dividenden der NOB

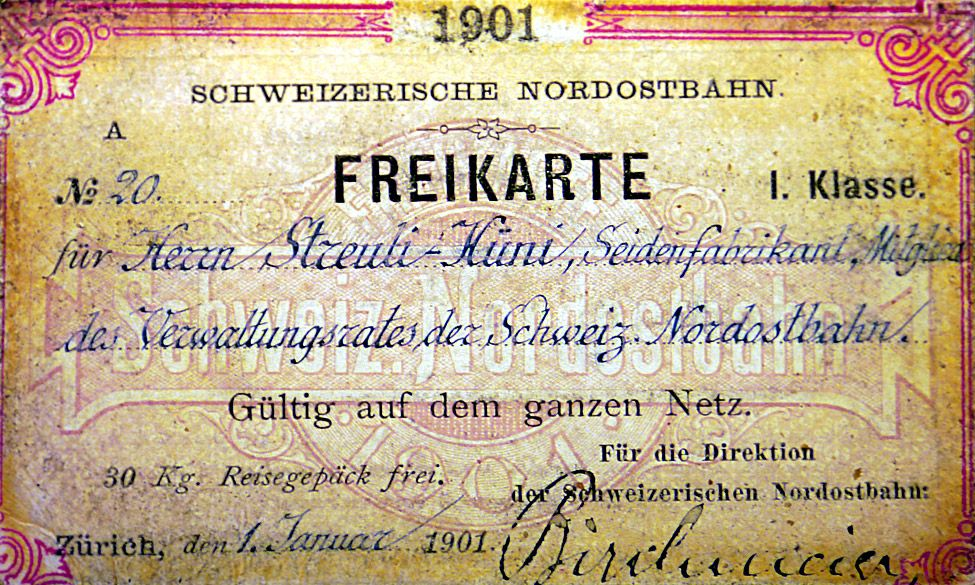
Freikarte 1. Klasse des NOB-Verwaltungsrats Emil Streuli-Hüni

Das Gebaren der Zürcher Eisenbahnbarone führte dazu, dass ab 1872 die Schweizerische Nationalbahn (SNB) mit einer zweiten Bahnverbindung zwischen dem Genfer- und dem Bodensee versuchte, eine Konkurrenz zu den bestehenden Bahngesellschaften aufzubauen. Als Verteidigungsmassnahme erweiterten zwischen 1873 und 1882 die NOB und SCB das vorhandene Netz. Zu jeweils gleich grossen Anteilen gründeten die beiden Gesellschaften die Aargauische Südbahn und die Bözbergbahn. Erstere baute und eröffnete zwischen 1873 und 1882 die Bahnstrecke Rupperswil–Immensee mit der Zweigstrecke von Hendschiken nach Brugg, die das Netz der NOB und der SCB mit der 1882 eröffneten Gotthardbahn verbanden. Die von der NOB betriebene Bözbergbahn eröffnete 1875 die Strecke Brugg–Pratteln, womit zusammen mit den bestehenden Strecken der NOB und der SCB eine direkte Verbindung von Zürich nach Basel geschaffen wurde.
Zudem versuchte die NOB unter dem neuen Direktionspräsidenten Friedrich Peyer im Hof, durch einen beschleunigten Ausbau ihres eigenen Netzes den Wettbewerb im Voraus auszuschalten. Sie sicherte sich Konzessionen für verschiedene Bahnstrecken und ging Verpflichtungen mit Kantonen und Gründungskomitees für den Bau dieser nicht rentablen Linien ein. Dazu musste die NOB Fremdkapital aufnehmen, was zu einer massiven Verschuldung führte. Die finanziellen Schwierigkeiten brachten die NOB an den Rand des Abgrunds. Der Bau der rechtsufrigen Zürichseelinie, mit dem man 1873 begonnen hatte, musste wegen der Finanzkrise eingestellt werden. Die wichtige linksufrige Seestrecke nach Ziegelbrücke konnte jedoch 1875 eröffnet werden. Dividenden konnte die NOB ab 1877 für Jahre keine mehr ausrichten. Der Börsenkurs der Aktien brach von 670 Franken im Jahr 1871 auf 53 Franken im Jahr 1879 ein. Eine von der Generalversammlung in Auftrag gegebene Untersuchung stellte schwerwiegende Fehler in der Unternehmensführung fest.
Die NOB ersuchte am 2. März 1877 den Bundesrat, sie von den eingegangenen Bauverpflichtungen zu entbinden. Am 14. Februar 1878 bestätigte die Bundesversammlung eine Vereinbarung, dass die Bauverpflichtungen zwar aufrechterhalten blieben, aber bis zur finanziellen Sanierung der NOB aufgeschoben wurden. Die Baufrist für die sogenannten Moratoriumslinien Thalwil–Zug, Etzwilen–Schaffhausen, Bülach–Schaffhausen, Koblenz–Stein, Dielsdorf–Niederweningen und die Rechtsufrige Zürichseebahn wurde erstreckt. Für die Strecke Glarus–Linthal wurde in einer Vereinbarung mit dem Kanton Glarus die Bauvollendung auf den 1. Mai 1879 festgelegt. Die Dividendenauszahlung für 1880 bis 1883 wurde ausgesetzt. Am 25. Oktober 1887 wies der Bundesrat die NOB an, mit dem Bau der Rechtsufrigen Zürichseebahn zu beginnen. Am 27. Juni 1888 wurden die Vollendungsfristen für die übrigen Moratoriumslinien festgesetzt.
Das ruinöse Konkurrenzprojekt der Nationalbahn endete im Konkurs. Die beteiligten Städte und Gemeinden hatten noch Jahrzehnte unter den Schulden zu leiden. Die NOB übernahm am 1. Oktober 1880 das Streckennetz ihrer Rivalin für einen Bruchteil der Baukosten. Der Streckenabschnitt Zofingen–Suhr wurde an die SCB weiterverkauft.

### Erholung und Verstaatlichung

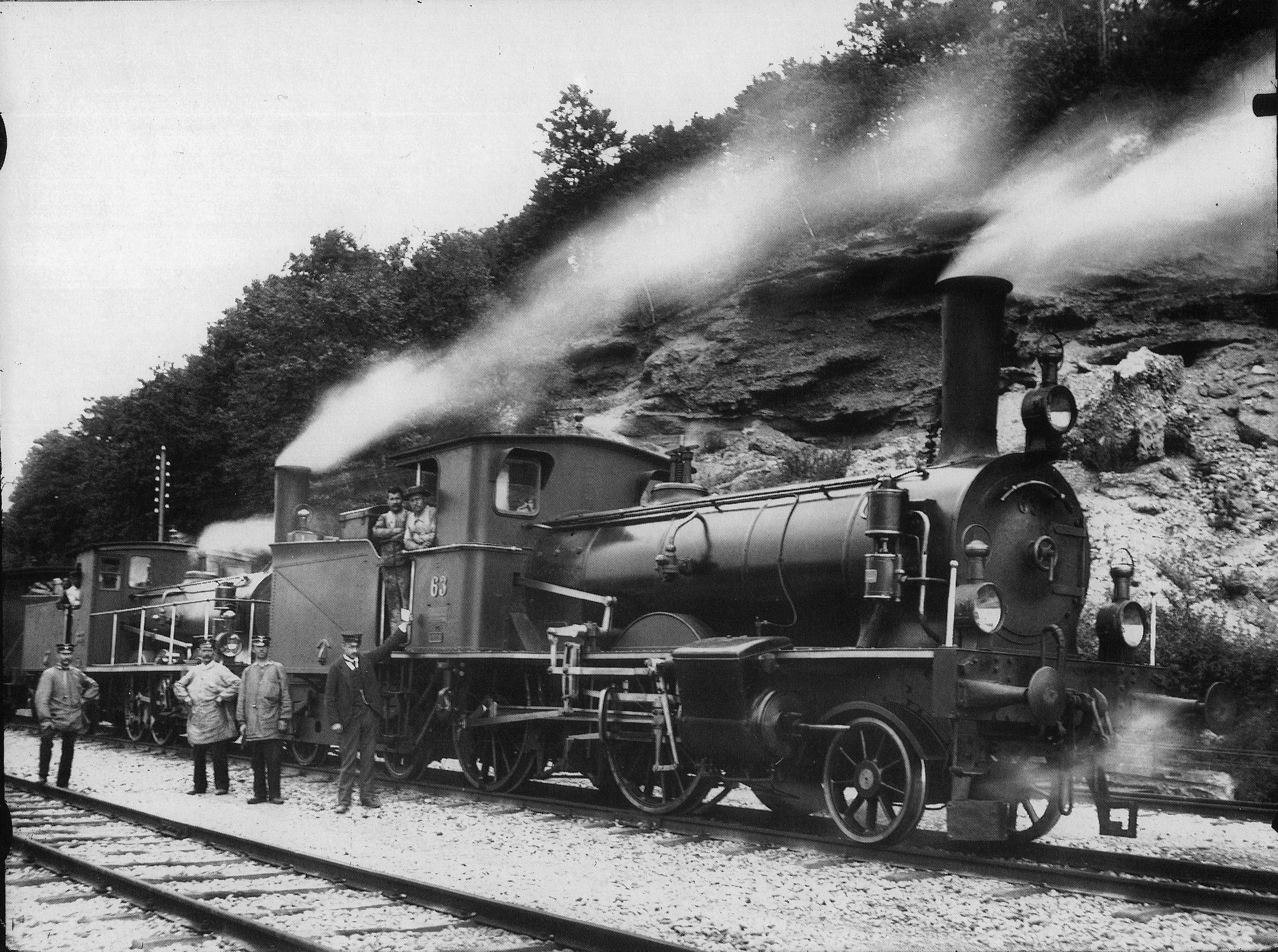
Wegen des zunehmenden Verkehrs musste zusätzliches Rollmaterial beschafft werden. 1894 von der SLM gelieferte Schlepptenderlokomotive Nr. 63.

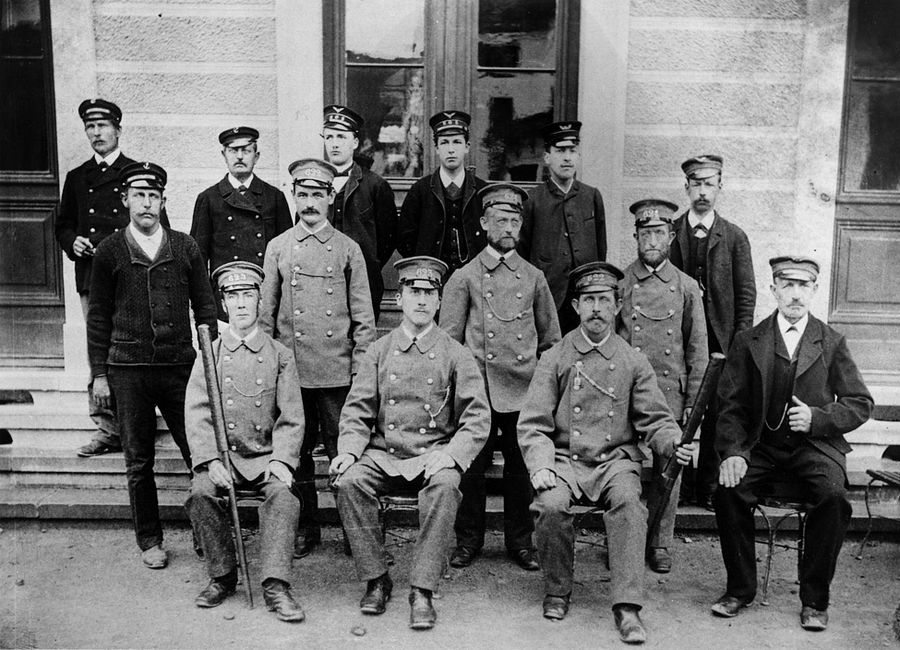
1897 setzte das Personal mit einem Streik seine Lohnforderungen durch. Angestellte der Station Horgen um 1890.

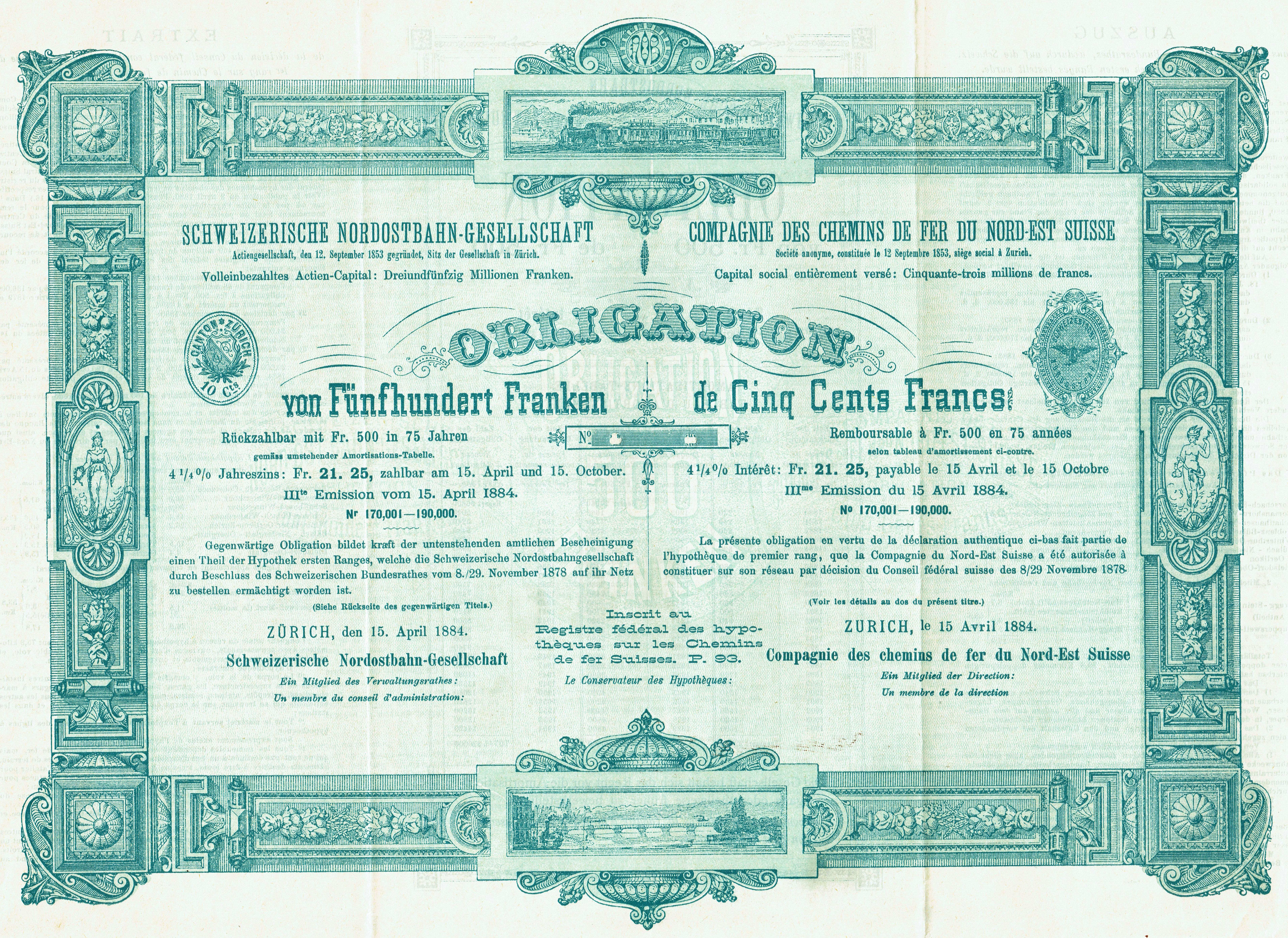
Obligation über 500 Franken der Schweizerischen Nordostbahn-Gesellschaft vom 15. April 1884

Nach 1880 besserte sich die Situation der NOB langsam wieder. Die Verkehrszunahme führte zu Erweiterungen der Bahnhöfe und zur Beschaffung von zusätzlichem Rollmaterial. Nach Alfred Eschers Tod 1882 leitete Adolf Guyer-Zeller die NOB.
Die Eisenbahnkrise hatte viele einheimische Aktionäre veranlasst, ihre Papiere an ausländische Grossaktionäre zu verkaufen. Die Eisenbahnaktien spielten eine grosse Rolle bei den Spekulationen an der Börse. Eine von Adolf Guyer-Zeller geleitete Finanzgruppe konnte sich die Stimmenmehrheit an der Generalversammlung sichern, wählte die Direktion ab und ersetzte sie durch gefügige Personen.
Die grosse Mehrheit der Aktien befand sich in ausländischer Hand, die Obligationen gehörten mehrheitlich Schweizer Besitzern. Für solide Schweizer Eisenbahnobligationen betrug der Zinsfuss damals 4 %. Um den Ertrag der Aktien zu steigern, wurden Anleihen in solche mit einem Zinsfuss von 3 ½ % konvertiert. Damit wurde die Zinslast des Unternehmens verringert und der Gewinn gesteigert.

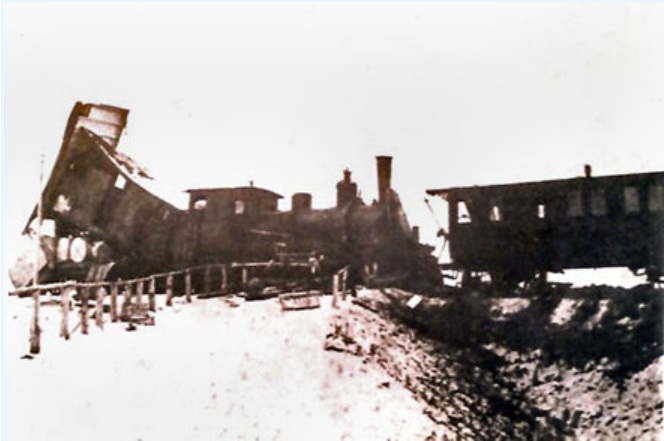
Zusammenstoss bei Seebach am 8. Januar 1885

Am 8. Januar 1885 fuhr ein Zug Winterthur–Zürich nach dem Überfahren eines geschlossenen Signals auf einen aus Wettingen kommenden Zug auf. Der Zug aus Wettingen wurde von der Station Seebach rückwärts über die auf offener Strecke liegende Abzweigung geschoben, um nachher vorwärts in Richtung Zürich weiterzufahren. Der Unfall forderte sieben Verletzte und grossen Sachschaden. Am 30. Mai 1898 überfuhr ein Personenzug der NOB am südlichen Ausgang des Gütschtunnels bei Luzern eine Gruppe von Bahnangestellten der Centralbahn, die mit Gleisarbeiten beschäftigt gewesen waren. Sieben Bahnarbeiter wurden sofort getötet, vier schwer verletzt. Am 4. Juni 1899 fuhr beim Eisenbahnunfall von Aarau der Nachtschnellzug Zürich–Genf der NOB über den vorgesehenen Haltepunkt hinaus und stiess dabei in zwei stehende Lokomotiven der Centralbahn. Der Unfall forderte zwei Tote und drei Schwerverletzte.
Arbeitsreglements- und Lohnforderungen der Eisenbahner, denen die anderen Privatbahnen 1896 nachkamen, stiessen bei der gewinnorientierten NOB auf Widerstand. So kam es 1897 zum Arbeitskampf des NOB-Personals. In Zürich schrieben sich Massen von Reisenden ins Beschwerdebuch ein. Zeitweise wurde die Milch knapp. Die 5000 Angestellten konnten ihre Forderungen nach 41-stündigem Streik durchsetzen. Der Arbeitskampf bei der NOB trug zur Annahme der Volksabstimmung von 1898 bei, mit der die Verstaatlichung der grössten Privatbahnen beschlossen wurde.
Am 1. Januar 1902 ging die NOB mit einem Streckennetz von 853 km samt der Schweizer Bodenseeflotte in den Besitz der Schweizerischen Bundesbahnen (SBB) über.

## Schifffahrtsbetriebe
Die Seeschifffahrt stellte die natürliche Fortsetzung der an den Seen endenden Eisenbahnlinien dar. Die Weiterbeförderung der Reisenden war ohne Schwierigkeiten möglich. Der Gütertransport dagegen war wesentlich komplizierter und teuer, weil die Waren zweimal umgeladen werden mussten.

### Bodensee

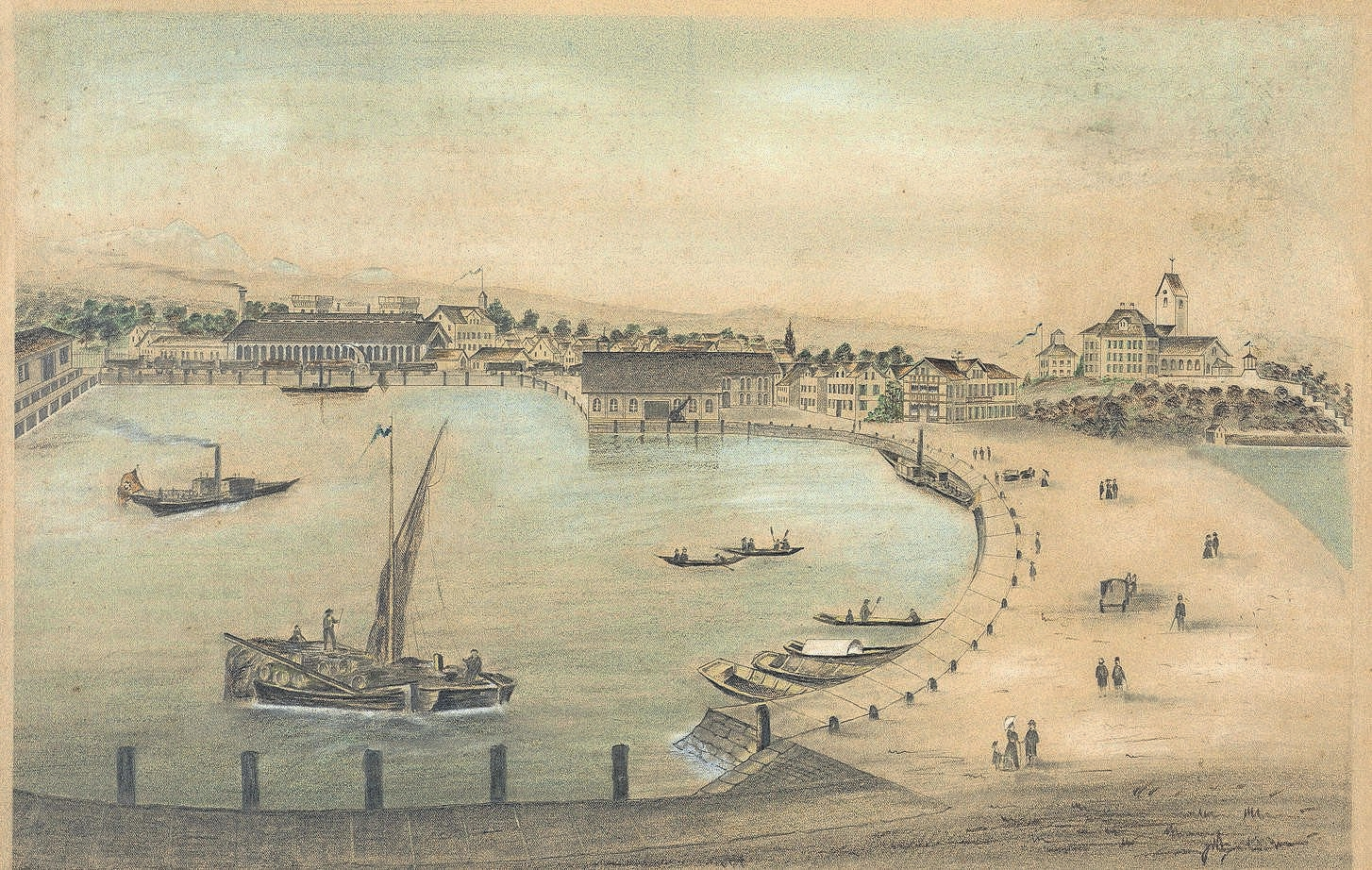
Hafen Romanshorn mit Bahnhofshalle um 1860 mit Mole und Lagerhaus

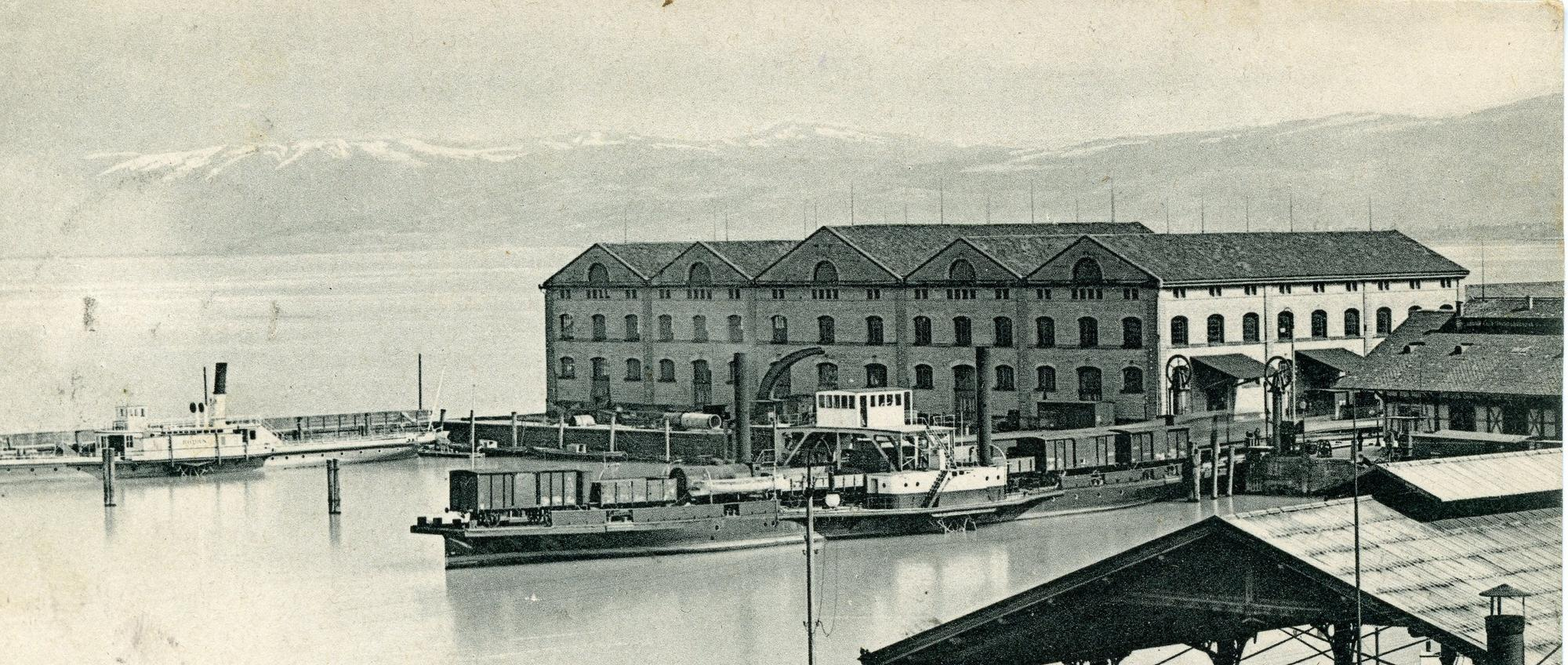
Hafen Romanshorn mit den Dampfschiffen Bodan (links) und Dampftrajekt II (rechts)

Für den Verkehr der Schweiz mit Deutschland war der Bodensee die wichtigste Handelsroute. Der Rhein wurde erst 1904 bis Basel schiffbar. 1855 nahm die NOB mit den Glattdeckdampfern Thurgau und Stadt Zürich den Schiffsverkehr auf dem Bodensee auf. Am 1. Januar 1857 fusionierte die NOB mit der Schweizerischen Dampfbootgesellschaft für den Untersee und Rhein. Diese wurde 1850 in Schaffhausen als kantonales Unternehmen gegründet und nahm in den darauf folgenden vier Jahren die Dampfschiffe Stadt Schaffhausen, Rhein, St. Gallen und Bodan in Betrieb.
Mit sechs Raddampfern verfügte die NOB rund 10 Jahre lang über die grösste und leistungsfähigste Schiffsflotte auf dem Bodensee. 1863 wurde der Schiffsbetrieb auf dem Rhein eingestellt und auch das letzte der vier Dampfschiffe nach Romanshorn verlegt.
Am 11. März 1861 rammte und versenkte der Dampfer Stadt Zürich in einem Sturm den bayrischen Dampfer Ludwig. Drei Personen überlebten, 13 wurden getötet. Am 12. Februar 1864 wurde der bayrische Dampfer Jura ebenfalls von der Stadt Zürich gerammt und versenkt.
Um das Umladen der Güter zu vermeiden, beschlossen 1867 die bayerische und die württembergische Dampfschiffverwaltung zusammen mit der NOB, Eisenbahnwagen mit Trajektschiffen zu befördern. Auf der Strecke Friedrichshafen–Romanshorn wurde eine Dampffähre Dampftrajekt I eingesetzt. Dieses über 70 Meter lange Fährschiff konnte 18 Güterwagen aufnehmen, hatte aber einen horrenden Kohleverbrauch. Es wurde bereits 1882 wieder ausgemustert und abgebrochen. Eine zweite Trajektfähre Dampftrajekt II nahm 1874 den Betrieb zwischen Lindau und Romanshorn auf.
1884 wurde der Glattdeckdampfer Stadt Zürich in einen Halbsalondampfer Zürich umgebaut. 1887 stellte die NOB den neu gebauten Salondampfer Helvetia in Dienst, der mit seinem Klipperbug und Bugspriet Aufsehen erregte. 1892 ersetzte der Halbsalondampfer Säntis die Stadt Schaffhausen. 1897 folgte der Halbsalondampfer St. Gotthard, der das Glattdeckschiff Stadt St. Gallen ablöste.
1902 wurde mit der Verstaatlichung der NOB der gesamte Schifffahrtsbetrieb an die Schweizerischen Bundesbahnen (SBB) übertragen.

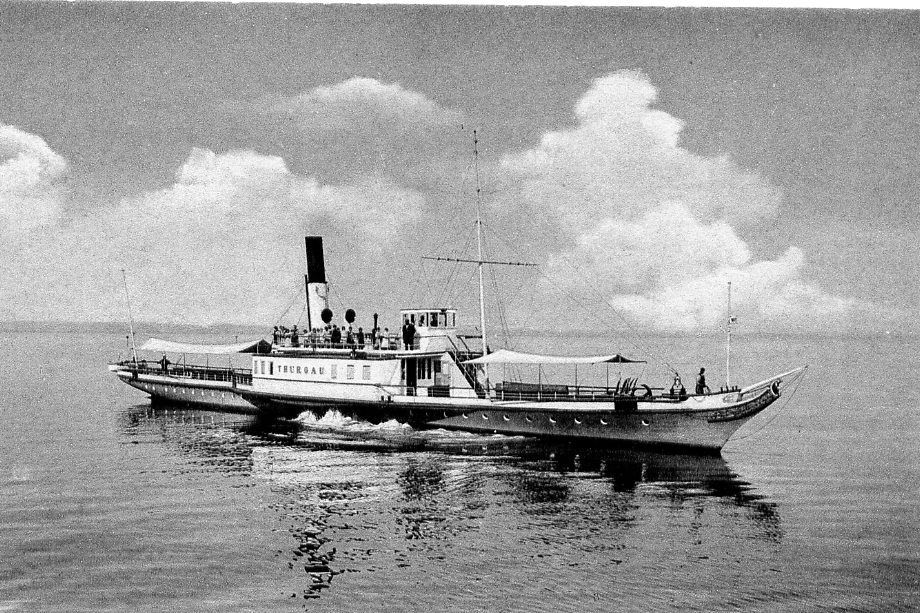
Glattdecker Thurgau
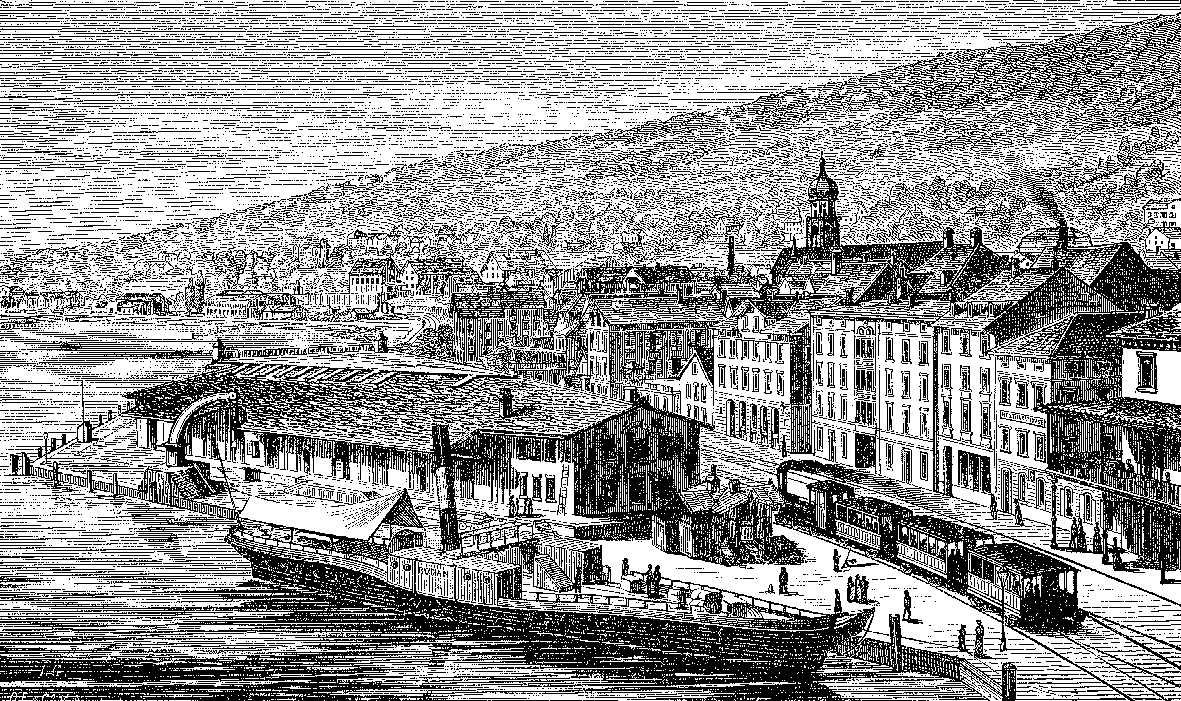
Glattdecker Bodan um 1880 in Rorschach
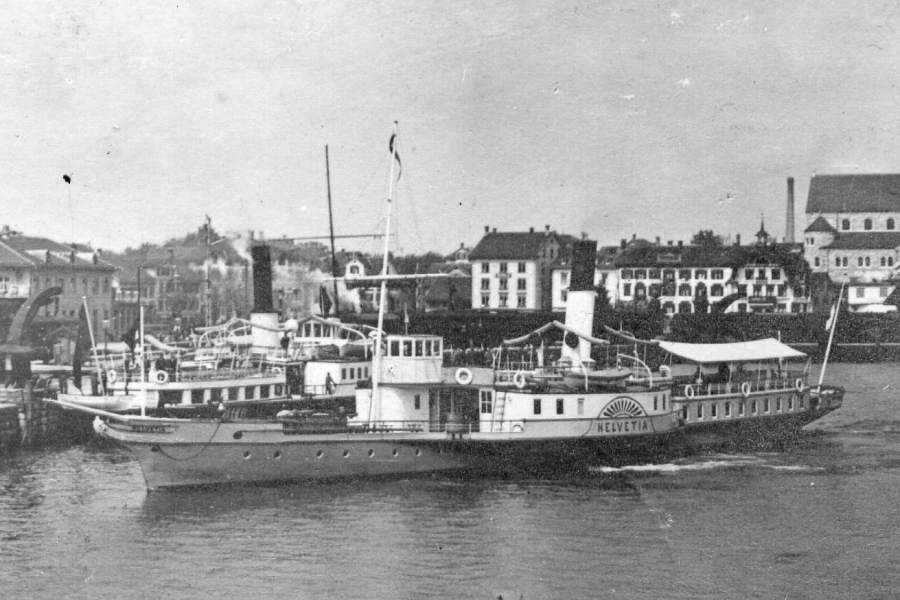
Halbsalondampfer Helvetia in Romanshorn
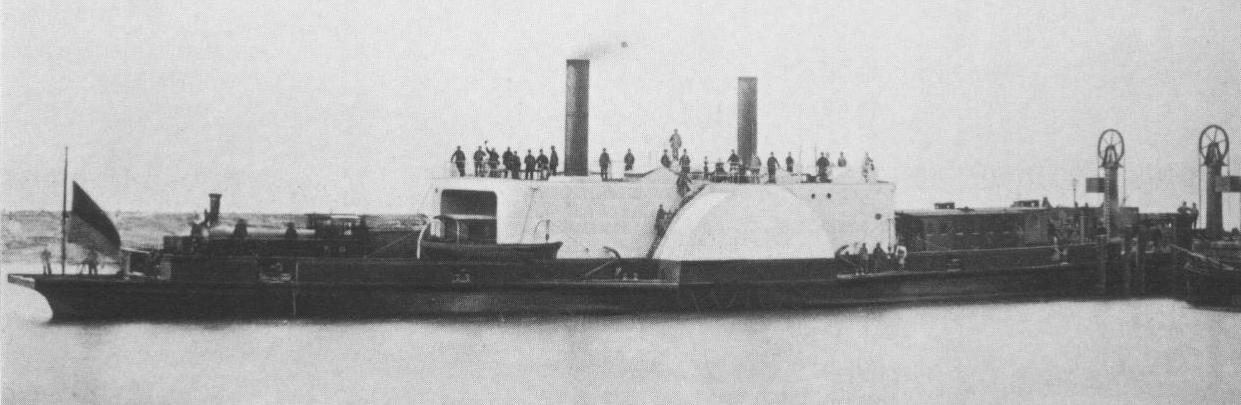
Dampftrajekt I im Hafen Romanshorn
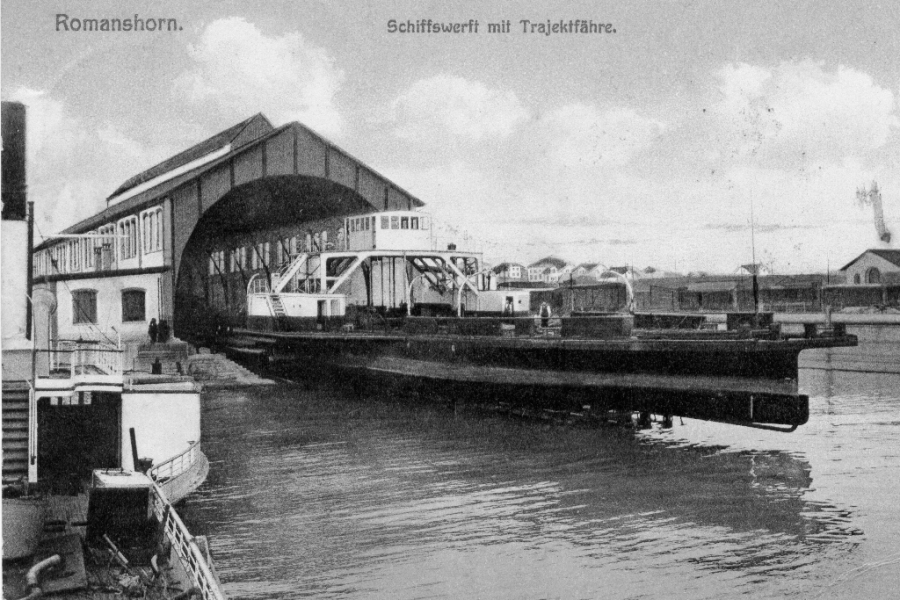
Dampftrajekt II in der Werft Romanshorn
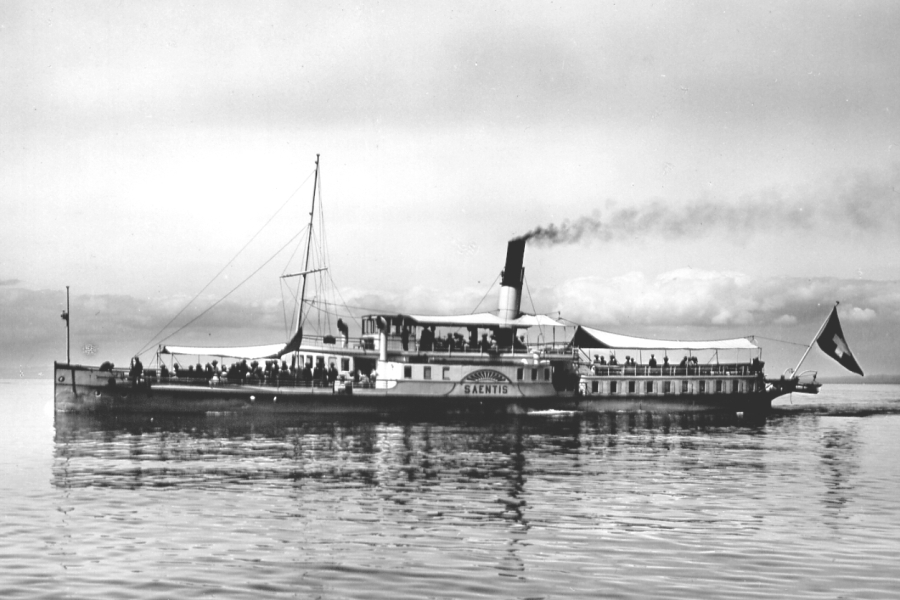
Halbsalonschiff Säntis
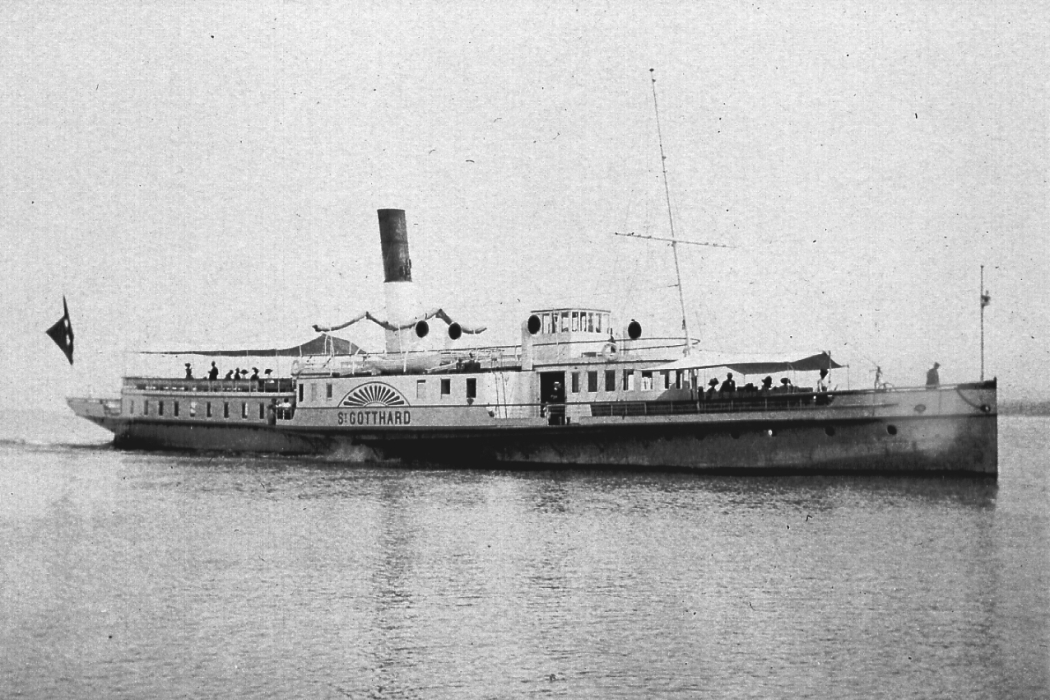
Halbsalondampfer St. Gotthard

### Zürichsee
1864 entstand die Dampfbootgesellschaft linkes Ufer mit Sitz in Horgen. Sie fusionierte 1868 mit der älteren Zürichsee-Walensee-Gesellschaft AG zur Dampfbootgesellschaft für den Zürichsee. Kurz vor Inbetriebnahme der Linksufrigen Zürichseebahn übernahm 1875 die NOB den gesamten Schiffspark. Die NOB schränkte den Verkehr sofort stark ein, so dass sich Konkurrenzgesellschaften bildeten. Als 1894 die Bahnlinie Zürich–Meilen–Rapperswil den Betrieb aufnahm, wurde in Hinblick auf den erwarteten Verkehrsrückgang der Bestand auf die sechs Schiffe Helvetia, Concordia, Lukmanier, St. Gotthard, Taube und Schwalbe vermindert.
Bei der Verstaatlichung der NOB im Jahr 1903 wurde der Schiffsbetrieb ausgelagert. Der gesamte öffentliche Schiffsverkehr wurde 1902 in der Zürcher Dampfboot-Aktiengesellschaft (ZDG) zusammengefasst. Die von der NOB übernommenen Rad- und Schraubendampfer wurden mit Ausnahme der Helvetia durch modernere Schiffe ersetzt.
Nur kurz dauerte der Trajektverkehr auf dem Zürichsee. 1885 wurde durch die NOB ein namenloses, von Escher, Wyss & Cie. erbautes Trajektschiff in Betrieb genommen. Der Verkehr vom linksufrigen Umladehafen Wollishofen nach dem rechtsufrigen Uetikon diente praktisch ausschliesslich der dort ansässigen chemischen Fabrik. Mit Eröffnung der Rechtsufrigen Zürichseebahn im Herbst 1894 wurde der Verkehr eingestellt.

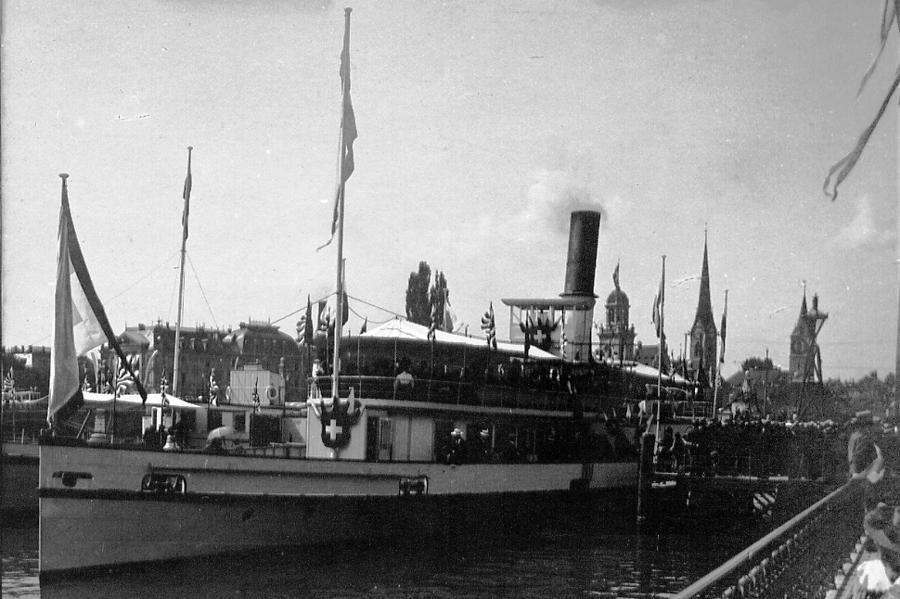
1875 in Dienst gestellte Helvetia
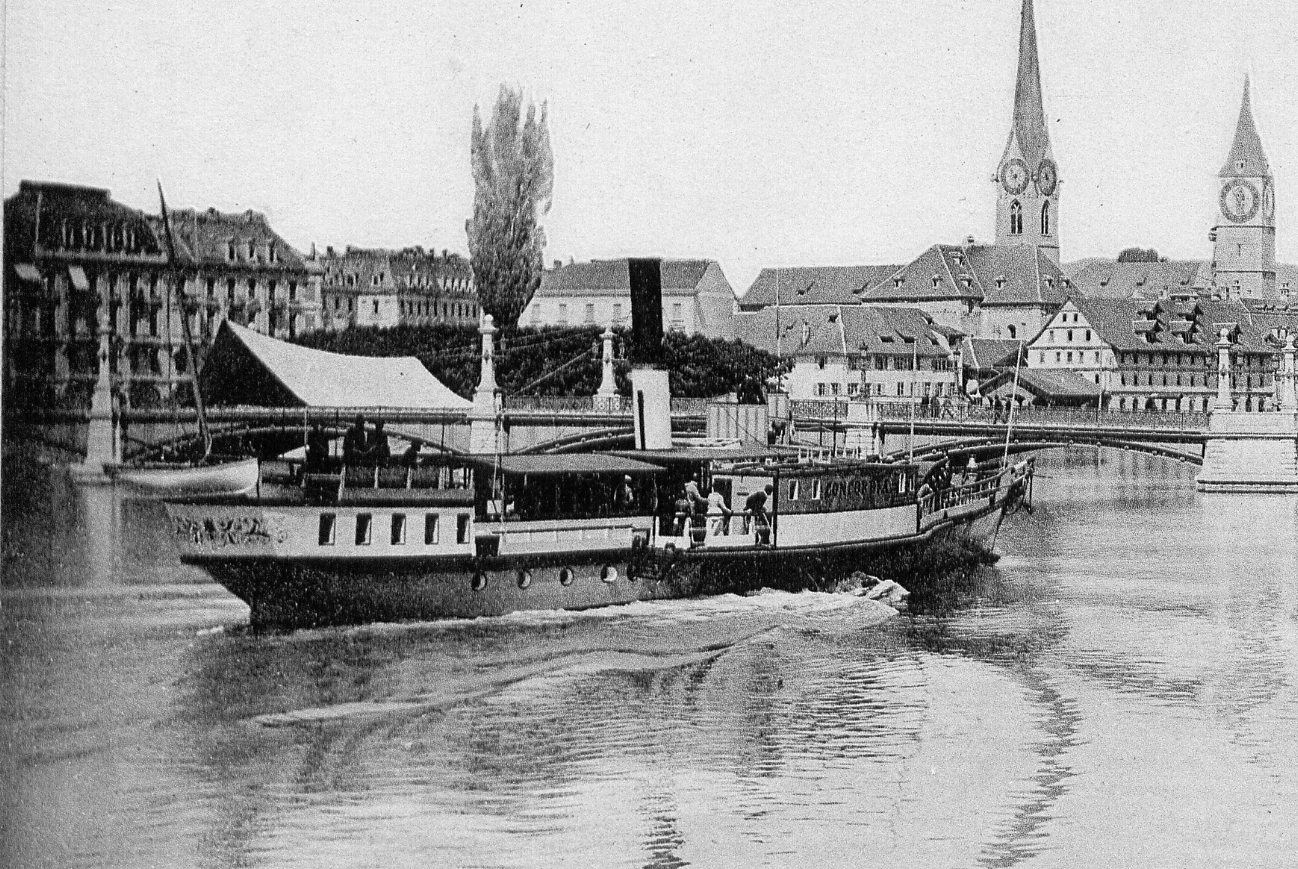
Concordia von 1864 fährt Zürich-Theater an
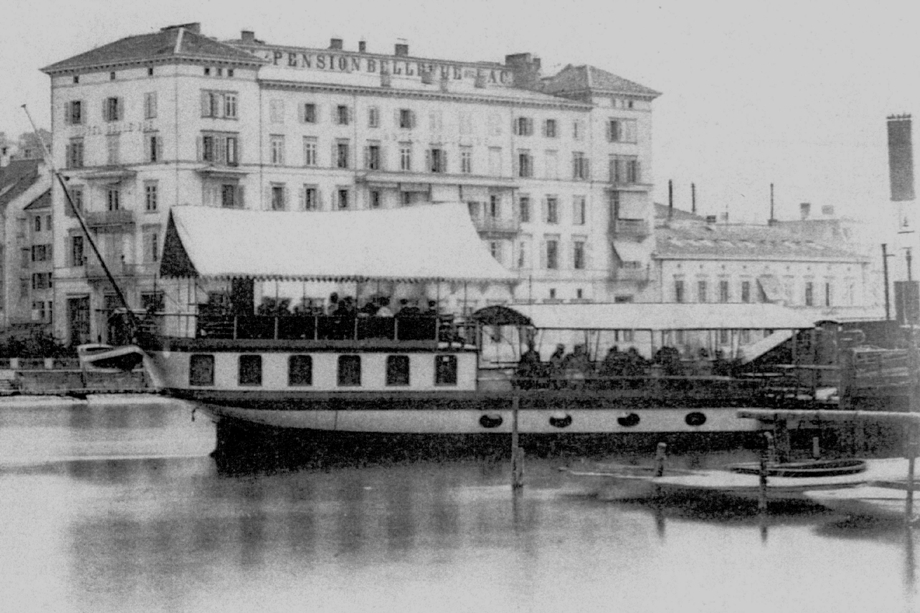
Hinterschiff der St. Gotthard (1865)
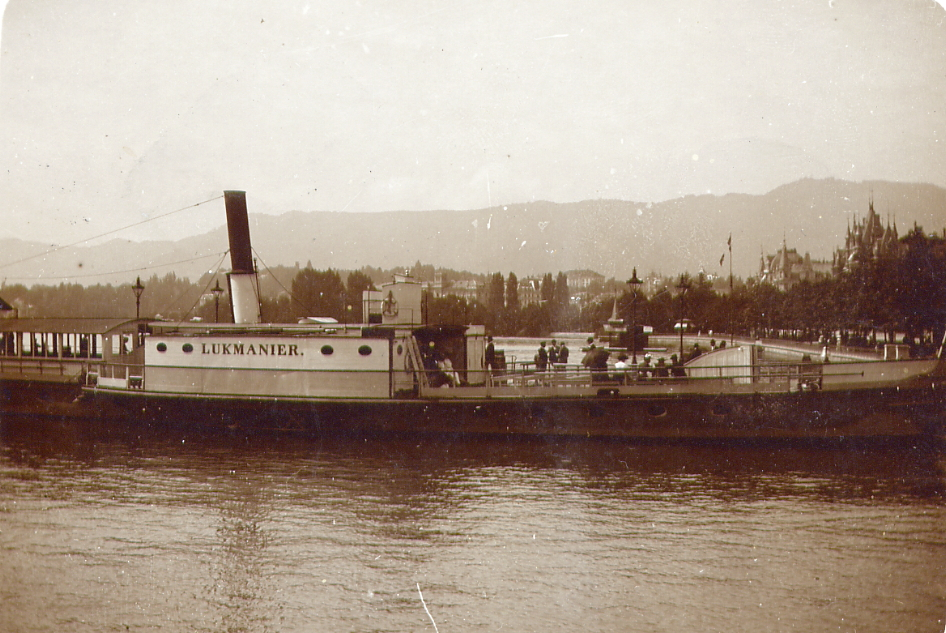
Lukmanier (1865), Schwesterschiff der St. Gotthard
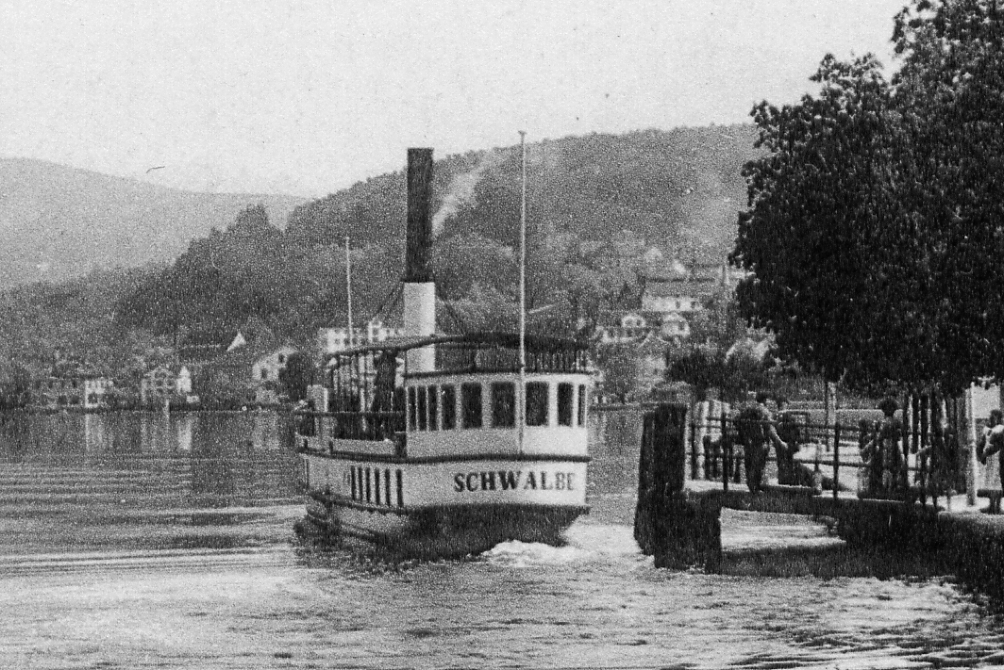
Schwalbe (1865), erster Schraubendampfer auf dem Zürichsee
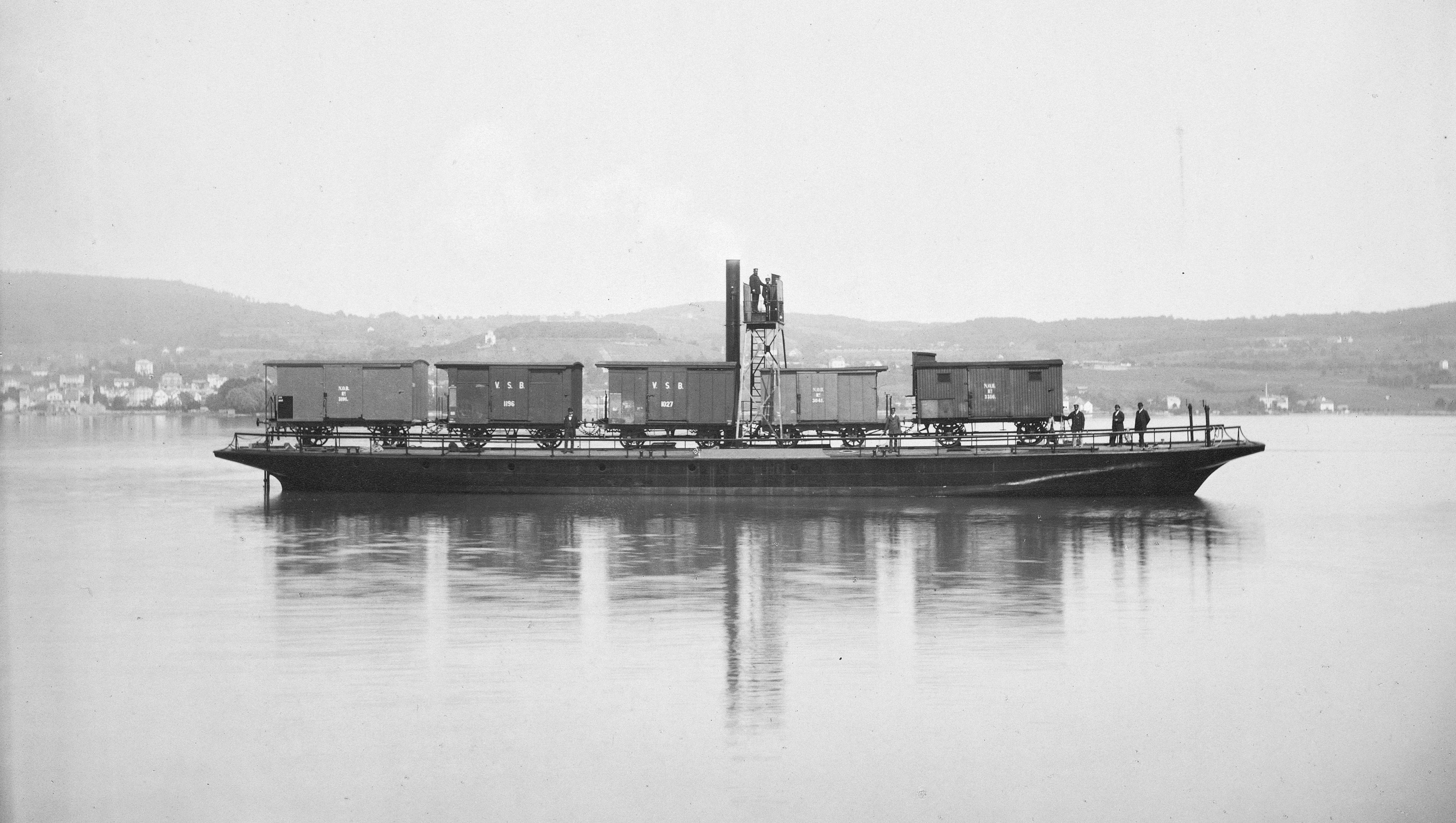
Namenloses Trajektschiff, in Betrieb genommen 1885

## Streckennetz

Postkarte mit Streckennetz der NOB

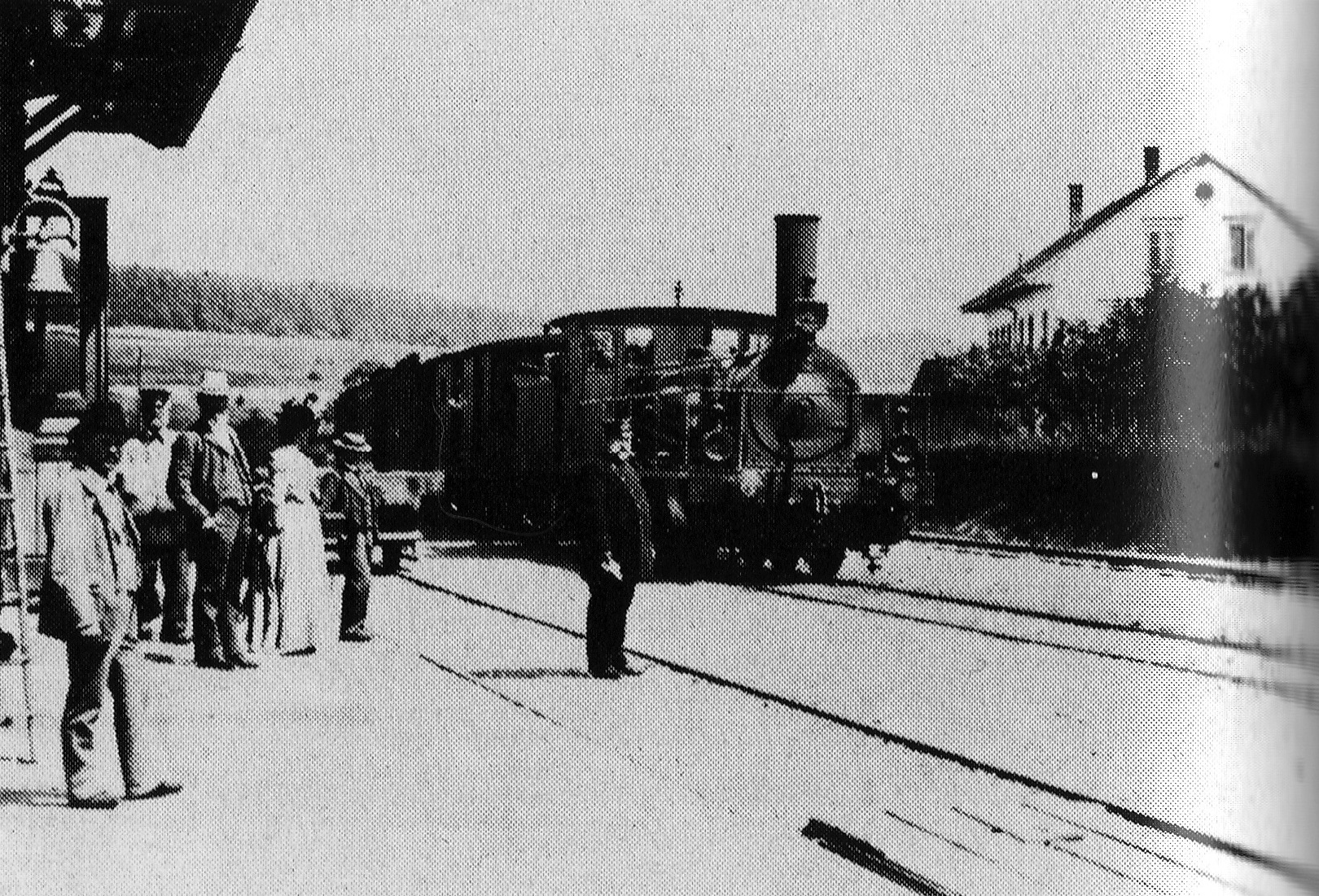
Einfahrt eines Zugs in die Station Bassersdorf kurz nach der Jahrhundertwende

| \| Singen \| Singen \| \| \| \| Emmishofen[8] Konstanz \| Emmishofen[8] Konstanz \| \| Etzwilen \| Etzwilen \| \| \| \| Kreuzlingen[9] \| Kreuzlingen[9] \| \| \| \| \| \| \| Friedrichshafen \| \| \| Schaffhausen \| Schaffhausen \| \| \| \| Romanshorn \| Romanshorn \| \| Neuhausen \| Neuhausen \| \| \| \| Rorschach \| Rorschach \| \| \| \| \| \| \| Gossau \| \| \| Waldshut \| Waldshut \| \| \| \| Sulgen \| Sulgen \| \| \| \| \| \| \| \| \| \| Pratteln \| \| \| \| \| \| \| \| Stein Koblenz Eglisau \| Stein Koblenz Eglisau \| \| \| \| Winterthur \| Winterthur \| \| Bülach \| \| \| \| \| \| \| \| Niederglatt \| \| \| \| \| \| \| \| Bözbergtunnel \| Bözbergtunnel \| \| \| \| Effretikon \| Effretikon \| \| Niederweningen \| Niederweningen \| \| \| \| Wetzikon \| Wetzikon \| \| Oberglatt \| Oberglatt \| \| \| \| Kloten \| Kloten \| \| Brugg \| Brugg \| \| \| \| Hinwil \| Hinwil \| \| Turgi Seebach \| \| \| \| \| \| \| \| Otelfingen \| \| \| \| \| \| \| \| Wettingen \| Wettingen \| \| \| \| Oerlikon \| Oerlikon \| \| Lenzburg \| \| \| \| \| \| \| \| Altstetten \| \| \| \| \| \| \| \| \| \| \| \| \| Wollishofen Zürich \| \| \| Aarau Suhr \| \| \| \| \| \| \| \| Wöschnau Kollermühle \| Wöschnau Kollermühle \| \| \| \| Thalwil Uetikon \| Thalwil Uetikon \| \| Luzern \| Luzern \| \| \| \| Rapperswil \| Rapperswil \| \| Zug \| Zug \| \| \| \| Ziegelbrücke \| Ziegelbrücke \| \| \| \| \| \| \| Linthal \| \| \| Ohne Zwischenstationen und ohne Anschlussbahnen. \| \| \| \| \| \| \| |                       |  |  |  |                     |                     |
| Singen | Singen                |  |  |  | Emmishofen Konstanz | Emmishofen Konstanz |
| Etzwilen | Etzwilen              |  |  |  | Kreuzlingen         | Kreuzlingen         |
| |                       |  |  |  | Friedrichshafen     |                     |
| Schaffhausen | Schaffhausen          |  |  |  | Romanshorn          | Romanshorn          |
| Neuhausen | Neuhausen             |  |  |  | Rorschach           | Rorschach           |
| |                       |  |  |  | Gossau              |                     |
| Waldshut | Waldshut              |  |  |  | Sulgen              | Sulgen              |
| |                       |  |  |  |                     |                     |
| Pratteln |                       |  |  |  |                     |                     |
| Stein Koblenz Eglisau | Stein Koblenz Eglisau |  |  |  | Winterthur          | Winterthur          |
| Bülach |                       |  |  |  |                     |                     |
| Niederglatt |                       |  |  |  |                     |                     |
| Bözbergtunnel | Bözbergtunnel         |  |  |  | Effretikon          | Effretikon          |
| Niederweningen | Niederweningen        |  |  |  | Wetzikon            | Wetzikon            |
| Oberglatt | Oberglatt             |  |  |  | Kloten              | Kloten              |
| Brugg | Brugg                 |  |  |  | Hinwil              | Hinwil              |
| Turgi Seebach |                       |  |  |  |                     |                     |
| Otelfingen |                       |  |  |  |                     |                     |
| Wettingen | Wettingen             |  |  |  | Oerlikon            | Oerlikon            |
| Lenzburg |                       |  |  |  |                     |                     |
| Altstetten |                       |  |  |  |                     |                     |
| |                       |  |  |  | Wollishofen Zürich  |                     |
| Aarau Suhr |                       |  |  |  |                     |                     |
| Wöschnau Kollermühle | Wöschnau Kollermühle  |  |  |  | Thalwil Uetikon     | Thalwil Uetikon     |
| Luzern | Luzern                |  |  |  | Rapperswil          | Rapperswil          |
| Zug | Zug                   |  |  |  | Ziegelbrücke        | Ziegelbrücke        |
| |                       |  |  |  | Linthal             |                     |
| Ohne Zwischenstationen und ohne Anschlussbahnen. |                       |  |  |  |                     |                     |

| Nr.                                             | Bahnstrecke                                                                            | Streckenabschnitt                                                                      | Eröffnung      | Doppelspur       | Bemerkung | Länge      |
| ----------------------------------------------- | -------------------------------------------------------------------------------------- | -------------------------------------------------------------------------------------- | -------------- | ---------------- | --- | ---------- |
| 1.                                              | Zürich–Turgi –Aarau –Wöschnau                                                          | Zürich–Baden                                                                           | 9. Aug. 1847   | 1861             | erbaut durch Schweizerische Nordbahn (SNB), übernommen am 1. Juli 1853                                                                                       | 49,551 km  |
| 1.                                              | Zürich–Turgi –Aarau –Wöschnau                                                          | Baden–Turgi                                                                            | 29. Sept. 1856 | 1861             | | 49,551 km  |
| 1.                                              | Zürich–Turgi –Aarau –Wöschnau                                                          | Turgi–Brugg                                                                            | 29. Sept. 1856 | 1862             | | 49,551 km  |
| 1.                                              | Zürich–Turgi –Aarau –Wöschnau                                                          | Brugg–Aarau                                                                            | 15. Mai 1858   | 1862             | | 49,551 km  |
| 1.                                              | Zürich–Turgi –Aarau –Wöschnau                                                          | Aarau–Wöschnau                                                                         | 15. Mai 1858   | 16. Juli 1872    | in Wöschnau Anschluss an die Centralbahn (SCB) | 49,551 km  |
| 2.                                              | Zürich–Winterthur –Romanshorn                                                          | Zürich–Oerlikon                                                                        | 26. Juni 1856  | 30. Mai 1860     | geplant durch Zürich-Bodenseebahn, übernommen am 1. Juli 1853                                                                                                | 82,538 km  |
| 2.                                              | Zürich–Winterthur –Romanshorn                                                          | Oerlikon–Wallisellen                                                                   | 27. Dez. 1855  | 30. Mai 1860     | geplant durch Zürich-Bodenseebahn, übernommen am 1. Juli 1853                                                                                                | 82,538 km  |
| 2.                                              | Zürich–Winterthur –Romanshorn                                                          | Wallisellen–Effretikon                                                                 | 27. Dez. 1855  | 1861             | geplant durch Zürich-Bodenseebahn, übernommen am 1. Juli 1853                                                                                                | 82,538 km  |
| 2.                                              | Zürich–Winterthur –Romanshorn                                                          | Effretikon–Winterthur                                                                  | 27. Dez. 1855  | 1862             | geplant durch Zürich-Bodenseebahn, übernommen am 1. Juli 1853                                                                                                | 82,538 km  |
| 2.                                              | Zürich–Winterthur –Romanshorn                                                          | Winterthur–Romanshorn                                                                  | 16. Mai 1855   | –                | geplant durch Zürich-Bodenseebahn, übernommen am 1. Juli 1853                                                                                                | 82,538 km  |
| 3.                                              | Seelinie                                                                               | Romanshorn–Rorschach                                                                   | 15. Okt. 1869  | –                | Rorschach Hafen–Rorschach: Parallelgleis zu den Vereinigten Schweizerbahnen (VSB)                                                                            | 33,292 km  |
| 3.                                              | Seelinie                                                                               | Romanshorn–Kreuzlingen–Landesgrenze (–Konstanz)                                        | 1. Juli 1871   | –                | Rorschach Hafen–Rorschach: Parallelgleis zu den Vereinigten Schweizerbahnen (VSB)                                                                            | 33,292 km  |
| 4.                                              | Rheinfallbahn Winterthur–Neuhausen–Schaffhausen                                        | Rheinfallbahn Winterthur–Neuhausen–Schaffhausen                                        | 16. April 1857 | –                | geplant durch Rheinfallbahn, übernommen am 4. Nov. 1856 | 30,380 km  |
| 5.                                              | Turgi–Koblenz–Landesgrenze (–Waldshut)                                                 | Turgi–Koblenz–Landesgrenze (–Waldshut)                                                 | 18. Aug. 1859  | –                | ab Mitte Rheinbrücke Eigentum der Badischen Staatseisenbahnen (BadStB)                                                                                       | 15,509 km  |
| 6.                                              | Linksufrige Zürichseebahn Zürich–Ziegelbrücke                                          | Zürich–Wiedikon                                                                        | 20. Sept. 1875 | 27. Mai 1897     | | 55,824 km  |
| 6.                                              | Linksufrige Zürichseebahn Zürich–Ziegelbrücke                                          | Wiedikon–Thalwil                                                                       | 20. Sept. 1875 | 1. Juni 1896     | | 55,824 km  |
| 6.                                              | Linksufrige Zürichseebahn Zürich–Ziegelbrücke                                          | Thalwil–Ziegelbrücke                                                                   | 20. Sept. 1875 | –                | | 55,824 km  |
| 7.                                              | Ziegelbrücke–Linthal                                                                   | Ziegelbrücke–Näfels                                                                    | 20. Sept. 1875 | –                | Strecke Näfels–Glarus im Eigentum der VSB, Mitbenutzung durch NOB                                                                                            | 19,688 km  |
| 7.                                              | Ziegelbrücke–Linthal                                                                   | Glarus–Linthal                                                                         | 1. Juni 1879   | –                | Strecke Näfels–Glarus im Eigentum der VSB, Mitbenutzung durch NOB                                                                                            | 19,688 km  |
| 8.                                              | Winterthur–Bülach–Eglisau–Koblenz                                                      | Winterthur–Bülach                                                                      | 1. Aug. 1876   | –                | | 47,170 km  |
| 8.                                              | Winterthur–Bülach–Eglisau–Koblenz                                                      | Bülach–Eglisau                                                                         | 1. Aug. 1876   | 1. Juni 1897     | Teil der Strecke Zürich–Bülach–Schaffhausen | 47,170 km  |
| 8.                                              | Winterthur–Bülach–Eglisau–Koblenz                                                      | Eglisau–Koblenz                                                                        | 1. Aug. 1876   | –                | | 47,170 km  |
| 9.                                              | (Zürich-) Oerlikon–Oberglatt–Bülach                                                    | (Zürich-) Oerlikon–Oberglatt–Bülach                                                    | 1. Mai 1865    | –                | erbaut durch Bülach-Regensberg-Bahn (BR), übernommen am 1. Jan. 1877                                                                                         | 15,945 km  |
| 10.                                             | Wehntalbahn                                                                            | Oberglatt–Dielsdorf                                                                    | 1. Mai 1865    | –                | erbaut durch Bülach-Regensberg-Bahn (BR), übernommen am 1. Jan. 1877                                                                                         | 10,750 km  |
| 10.                                             | Wehntalbahn                                                                            | Dielsdorf–Niederweningen                                                               | 12. Aug. 1891  | –                | | 10,750 km  |
| 11.                                             | Bülach-Baden-Bahn Niederglatt–Otelfingen–Wettingen                                     | Bülach-Baden-Bahn Niederglatt–Otelfingen–Wettingen                                     | 1. Okt. 1877   | –                | | 18,293 km  |
| 12.                                             | Winterthur–Etzwilen –Singen                                                            | Winterthur–Etzwilen –Singen                                                            | 17. Juli 1875  | –                | erbaut durch Schweizerische Nationalbahn (SNB), übernommen am 1. Okt. 1880                                                                                   | 43,961 km  |
| 13.                                             | Etzwilen–Emmishofen–Konstanz und Emmishofen–Kreuzlingen                                | Etzwilen–Emmishofen–Konstanz und Emmishofen–Kreuzlingen                                | 17. Juli 1875  | –                | erbaut durch Schweizerische Nationalbahn (SNB), übernommen am 1. Okt. 1880                                                                                   | 30,099 km  |
| 14.                                             | Effretikon–Kloten–Oerlikon–Seebach–Otelfingen (–Wettingen)                             | Effretikon–Kloten–Oerlikon–Seebach–Otelfingen (–Wettingen)                             | 15. Okt. 1877  | –                | erbaut durch Nationalbahn (mit Parallelgleis Otelfingen–Wettingen zur NOB), am 1. Juni 1880 von NOB übernommen; 2. Gleis Otelfingen–Wettingen 1882 abgebaut. | 27,207 km  |
| 15.                                             | Wettingen–Lenzburg–Suhr                                                                | Wettingen–Baden Oberstadt                                                              | 15. Okt. 1877  | –                | erbaut durch Nationalbahn, übernommen am 1. Juni 1880 | 23,249 km  |
| 15.                                             | Wettingen–Lenzburg–Suhr                                                                | Baden Oberstadt–Suhr                                                                   | 6. Sept. 1877  | –                | erbaut durch Nationalbahn, übernommen am 1. Juni 1880 | 23,249 km  |
| 16.                                             | Suhr–Aarau                                                                             | Suhr–Aarau                                                                             | 6. Sept. 1877  |                  | erbaut durch Nationalbahn, am 1. Juni 1880 von NOB zusammen mit SCB übernommen                                                                               | 1,752 km   |
| 17.                                             | Bischofszellerbahn Sulgen–Gossau                                                       | Bischofszellerbahn Sulgen–Gossau                                                       | 1. Feb. 1876   | –                | erbaut durch Bischofszellerbahn (SG), übernommen am 1. Aug. 1885                                                                                             | 22,670 km  |
| 18.                                             | Effretikon–Wetzikon–Hinwil                                                             | Effretikon–Wetzikon–Hinwil                                                             | 17. Aug. 1876  | –                | erbaut durch Eisenbahngesellschaft Effretikon–Pfäffikon–Hinwil (EH), übernommen am 1. Jan. 1886                                                              | 22,157 km  |
| 19.                                             | Zürich Altstetten–Kollermühle–Zug und Kollermühle–Untergrund(–Luzern)                  | Zürich Altstetten–Kollermühle–Zug und Kollermühle–Untergrund(–Luzern)                  | 1. Juni 1864   | –                | erbaut durch Zürich-Zug-Luzern-Bahn (ZZL), übernommen am 1. Jan. 1892                                                                                        | 62,550 km  |
| 20.                                             | Rechtsufrige Zürichseebahn Zürich–Rapperswil                                           | Stadelhofen–Rapperswil                                                                 | 15. März 1894  | –                | | 34,359 km  |
| 20.                                             | Rechtsufrige Zürichseebahn Zürich–Rapperswil                                           | Zürich–Stadelhofen                                                                     | 1. Okt. 1894   | –                | | 34,359 km  |
| 21.                                             | Etzwilen–Schaffhausen                                                                  | Etzwilen–Feuerthalen                                                                   | 1. Nov. 1894   | –                | | 16,248 km  |
| 21.                                             | Etzwilen–Schaffhausen                                                                  | Feuerthalen–Schaffhausen                                                               | 2. April 1895  | –                | | 16,248 km  |
| 22.                                             | (Bülach-) Eglisau–Neuhausen (-Schaffhausen)                                            | (Bülach-) Eglisau–Neuhausen (-Schaffhausen)                                            | 1. Juni 1897   | –                | zwischen Rafz und Neuhausen über deutsches Staatsgebiet | 16,248 km  |
| 23.                                             | Thalwil–Zug                                                                            | Thalwil–Zug                                                                            | 1. Juni 1897   | –                | Die gleichzeitig eröffnete Fortsetzung Zug–Arth-Goldau gehörte der Gotthardbahn (GB).                                                                        | 17,049 km  |
|                                                 | Total (1901)                                                                           | Total (1901)                                                                           | Total (1901)   | 94,202 km (14 %) | | 697,453 km |
| Mit anderer Bahn gemeinsam betriebene Strecken: |                                                                                        |                                                                                        |                |                  | |            |
| 1.                                              | Bözbergbahn (BöB)                                                                      | Pratteln–Stein-Säckingen                                                               | 2. Aug. 1875   | 24.03.1895       | NOB und SCB (durch die NOB betrieben) | 47,970 km  |
| 1.                                              | Bözbergbahn (BöB)                                                                      | Stein-Säckingen–Brugg                                                                  | 2. Aug. 1875   | –                | NOB und SCB (durch die NOB betrieben) | 47,970 km  |
| 1.                                              | Bözbergbahn (BöB)                                                                      | Stein-Säckingen–Koblenz                                                                | 1. Aug. 1892   | –                | NOB und SCB (durch die NOB betrieben) | 25,501 km  |
| 1.                                              | Bözbergbahn (BöB)                                                                      | Total (190)                                                                            | Total (190)    | 21,40 km (29 %)  | NOB und SCB (durch die NOB betrieben) | 73,471 km  |
| 2.                                              | Aargauische Südbahn (ASB) Rupperswil–Hendschiken–Wohlen–Immensee und Brugg–Hendschiken | Aargauische Südbahn (ASB) Rupperswil–Hendschiken–Wohlen–Immensee und Brugg–Hendschiken | 1874 bis 1882  | –                | NOB und SCB (durch die SCB betrieben) | 57,472 km  |
| 3.                                              | Wohlen-Bremgarten-Bahn (WB)                                                            | Wohlen-Bremgarten-Bahn (WB)                                                            | 1. Sept. 1876  | –                | NOB, SCB und Gemeinde Bremgarten (durch die SCB betrieben)                                                                                                   | 6,620 km   |

### Übernommene Bahnen
| Bahngesellschaft                     | Streckenabschnitt                                        | Eröffnung        | Länge    | Bemerkung                       | Beteiligung der NOB         | Übernahme        |
| ------------------------------------ | -------------------------------------------------------- | ---------------- | -------- | ------------------------------- | --------------------------- | ---------------- |
| Schweizerische Nordbahn (SNB)        | Bahnstrecke Zürich–Baden                                 | 9. August 1847   | 22,53 km |                                 | –                           | 1. Juli 1853     |
| Zürich-Bodenseebahn (ZBB)            | Zürich–Winterthur –Romanshorn                            | (18. Mai 1855)   | 82,54 km | Übernahme vor Betriebaufnahme   | –                           | 1. Juli 1853     |
| Rheinfallbahn                        | Winterthur–Schaffhausen                                  | (16. April 1857) | 30,38 km | Übernahme vor Betriebaufnahme   | –                           | 4. November 1856 |
| Bülach-Regensberg-Bahn (BR)          | Oerlikon–Oberglatt–Bülach/Dielsdorf                      | 1. Mai 1865      | 20,30 km | Betrieb durch NOB               | 0,6 Mio Fr. Anleihen (33 %) | 1. Januar 1877   |
| Bischofszellerbahn (SG)              | Sulgen–Gossau                                            | 1. Februar 1876  | 22,67 km | Betrieb durch NOB               | 0,3 Mio Fr. Aktien (19 %)   | 1. August 1885   |
| Effretikon-Wetzikon-Hinwil-Bahn (EH) | Effretikon–Hinwil                                        | 17. August 1876  | 22,67 km | Betrieb durch NOB, 1885 Konkurs | 0,5 Mio Fr. Aktien (20 %)   | 1. Januar 1886   |
| Zürich-Zug-Luzern-Bahn (ZZL)         | Zürich Altstätten–Kollermühle–Zug/ –Untergrund (–Luzern) | 1. Juni 1864     | 62,55 km | Betrieb durch NOB               | 6 Mio Fr. Aktien (50 %)     | 1. Januar 1892   |

## Rollmaterial
Am 1. Januar 1882 war die Gesellschaft im Besitz von 142 Lokomotiven, 488 Personenwagen und 2400 Güterwagen.

### Lokomotiven
Seit 1859 bezeichnete die NOB ihre Lokomotiven mit Grossbuchstaben: Serie A waren Schnellzuglokomotiven, Serie B Personenzuglokomotiven, Serie C Güterzuglokomotiven und Serie D Tenderlokomotiven. Die für den Betrieb der Wädenswil-Einsiedeln-Bahn beschafften Ed 2/2 hiessen Serie E und die von der Nationalbahn übernommenen Maschinen Serie F. Die Unterteilung der Klassen nach Lieferung geschah mit römischen Zahlen I bis VI. Ab 1887 wurden die Lokomotiven nach dem schweizweit einheitlichen System bezeichnet.
Der NOB standen die folgenden Lokomotiven zur Verfügung. In Klammern ist die ab 1902 gültige Bezeichnung aufgeführt.
| Serie ab 1873                               | Serie ab 1887                   | NOB-Nr. bis 1879 | NOB-Nr. 1879–1895 | NOB-Nr. 1895–1902 | SBB-Nr. ab 1902 | Anzahl | Baujahr                      | Hersteller                   | Achsfolge | ausrangiert                  | Bild                         |
| ------------------------------------------- | ------------------------------- | ---------------- | ----------------- | ----------------- | --------------- | ------ | ---------------------------- | ---------------------------- | --------- | ---------------------------- | ---------------------------- |
| A I                                         | – (A 2/4)                       | 15–17            | –                 | –                 | –               | 4      | 1856                         | Maffei                       | 2'B       | 1876                         |                              |
| A II                                        | – (A 2/4)                       | 31               | –                 | –                 | –               | 4      | 1861                         | Escher Wyss                  | 2'B       | 1876                         |                              |
| A III                                       | – (C 2/2)                       | 40–45            | 111–116           | –                 | –               | 6      | 1864                         | Maffei                       | B         | (1877–1884 umgebaut in C II) | (1877–1884 umgebaut in C II) |
| bis 1879: A IV dann: A                      | B2T (C 2/2)                     | 60–65            | 1–6               | –                 | –               | 6      | 1870                         | Schwartzkopff                | B         | 1886–1890                    | C 2/2                        |
| bis 1879: A IV dann: A                      | B2T (C 2/2)                     | 66–70            | 7–11              | 207–211           | 2151–2155       | 5      | 1872                         | Krauss                       | B         | 1904–17                      | C 2/2                        |
| bis 1879: A IV dann: A                      | B2T (C 2/2)                     | 103–140          | 12–49             | 212–249           | 2156–2193       | 38     | 1874–76                      | Esslingen                    | B         | 1904–17                      | C 2/2                        |
| –                                           | A3T (B 3/4)                     | –                | 71–88             | 171–192           | 1431–1452       | 22     | 1886–1895                    | SLM                          | 1'C       | 1917–1932                    | B 3/4                        |
| –                                           | A2T (A 2/4)                     | –                | –                 | 101–120           | 151–170         | 20     | 1898–1901                    | SLM                          | 2'B       | 1917–1925                    | A 2/4                        |
| –                                           | A2T (A 2/4)                     | (Nachbau SBB)    | (Nachbau SBB)     | (Nachbau SBB)     | 171–200         | 30     | 1902–06                      | SLM                          | 2'B       | 1924–1925                    | A 2/4                        |
| bis 1879: B I dann: B                       | A2T (B 2/4)                     | 5–10             | 51–56             | –                 | –               | 16-    | 1854                         | Maffei                       | 2’B       | 1886–1893                    | B 2/4                        |
| bis 1879: B II dann: B                      | A2T (B 2/4)                     | 13–14            | 57–58             | –                 | –               | 16-    | 1856                         | Maffei                       | 2’B       | 1887, 1890                   | B 2/4                        |
| bis 1879: B III dann: B                     | A2T (B 2/4)                     | 19–20            | 59–60             | –                 | –               | 16-    | 1856                         | Escher Wyss                  | 2’B       | 1889, 1893                   | B 2/4                        |
| B IV                                        | – (B 2/3)                       | 21–22            | –                 | –                 | –               | 2      | 1856                         | Kessler                      | 1’B       | 1873–1874                    |                              |
| bis 1879: B V dann: B                       | A2T (B 2/4)                     | 23–24, 27–28     | 61–64             | –                 | –               | 16     | 1857                         | Maffei                       | 2’B       | 1885–1893                    |                              |
| bis 1879: B VI dann: B                      | A2T (B 2/4)                     | 32–33            | 65–66             | 98–99             | –               | 16     | 1861–62                      | Maffei                       | 2’B       | 1903, 1902                   |                              |
| –                                           | A2T (B 2/3)                     | –                | 51'–66', 67–70    | 51–80             | 1161–1190       | 30     | 1892–96                      | SLM                          | 1’B       | 1914–1927                    | B 2/3                        |
| C I                                         | C2T (D 2/4)                     | 11–12, 18        | 101–103           | 351               | –               | 3      | 1854–56                      | Maffei                       | 2’B       | 1885–1902                    | D 2/4                        |
| bis 1879: C II dann auch: C I               | C2T (D 2/4)                     | 25–26, 29–30     | 104–107           | 352–354           | –               | 4      | 1857                         | Maffei                       | 2’B       | 1887–1903                    | D 2/4                        |
| bis 1879: C II dann auch: C I               | C2T (D 2/2)                     | 40–45            | 111–116           | 355–360           | 3094–3099       | 6      | 1877–1884 umgebaut aus A III | 1877–1884 umgebaut aus A III | B         | 1905–1906                    | C 2/2                        |
| C III                                       | – (D 2/2)                       | 34–39            | –                 | –                 | –               | 6      | 1861–63                      | Escher Wyss                  | B         | 1876–1878                    | D 2/2                        |
| bis 1879: C IV dann: C II                   | bis 1892: C3T dann: B3T (C 3/3) | 50–55            | 121–126           | –                 | –               | 6      | 1867                         | StEG                         | C         | 1892–1893                    | C 3/3                        |
| bis 1879: C IV dann: C II                   | bis 1892: C3T dann: B3T (C 3/3) | 79–96, 161–166   | 127–150           | 327–350           | 2425–2448       | 26     | 1875–76                      | Esslingen                    | C         | 1908–1916                    | C 3/3                        |
| bis 1879: C IV dann: C II                   | bis 1892: C3T dann: B3T (C 3/3) | –                | 151–154           | 323–326           | 2421–2424       | 4      | 1889                         | SLM                          | C         | 1916                         | C 3/3                        |
| –                                           | C3T (D 3/3)                     | –                | 161–172           | 361–376           | 3401–3416       | 16     | 1891–95                      | SLM                          | C         | 1911–1923                    | D 3/3                        |
| –                                           | C3T (D 3/3)                     | –                | –                 | 377–394           | 3601–3618       | 18     | 1897–1900                    | SLM                          | C         | 1925–1927                    | D 3/3                        |
| –                                           | C3T (D 3/3)                     | (Nachbau SBB)    | (Nachbau SBB)     | (Nachbau SBB)     | 3619–3624       | 6      | 1902                         | SLM                          | C         | 1927                         | D 3/3                        |
| ab 1864: D I                                | – (D 1/3)                       | 1                | –                 | –                 | –               | 2      | 1847                         | Kessler                      | 2’A       | (1866 umgebaut in D I A)     | D 1/3                        |
| ab 1864: D I                                | – (D 1/3)                       | 2                | –                 | –                 | –               | 2      | 1847                         | Kessler                      | 2’A       | 1868                         | D 1/3                        |
| D I A                                       | – (E 2/2)                       | 201              | 201               | –                 | –               | 1      | 1866 umgebaut aus D I Nr. 1  | 1866 umgebaut aus D I Nr. 1  | B         | 1882                         |                              |
| ab 1864: D II                               | – (D 2/4)                       | 3–4              | –                 | –                 | –               | 2      | 1847                         | Kessler                      | 2’B       | 1868                         | D 2/4                        |
| zunächst: E/D I B bis 1875: D III dann: D I | – (E 2/2)                       | 46–49            | 202–205           | –                 | –               | 4      | 1865                         | NOB                          | B         | 1882                         | E 2/2                        |
| bis 1875: D IV bis 1879: D II dann: D       | E 2 (E 2/2)                     | 56–59            | 211–214           | 411–414           | 8071–8074       | 4      | 1868                         | NOB                          | B         | 1907–1911                    | E 2/2                        |
| bis 1875: D IV bis 1879: D II dann: D       | E 2 (E 2/2)                     | 71–78, 97–102    | 215–225, 231–233  | 415–425, 431–433  | 8075–8088       | 14     | 1873–75                      | Esslingen                    | B         | 1913–1916                    | E 2/2                        |
| bis 1875: D IV bis 1879: D II dann: D       | E 2 (E 2/2)                     | 181–190          | 234–243           | 434–443           | 8089–8098       | 10     | 1876                         | SLM                          | B         | 1913–1916                    | E 2/2                        |
| –                                           | A2 (Eb 2/3)                     | –                | 281–292           | 1–12              | 5117–5182       | 12     | 1891–92                      | SLM                          | 1'B       | 1915–1932                    | Eb 2/3                       |
| –                                           | F3 (E 3/3)                      | –                | 253–257           | 453–461           | 8551–8559       | 9      | 1894–96                      | SLM                          | 1'B       | 1930–1938                    | E 3/3                        |
| E                                           | F2 (Ed 2/2)                     | 251–252          | 251–252           | –                 | –               | 2      | 1876                         | SLM                          | B         | (1892 umgebaut in F3)        | (1892 umgebaut in F3)        |
| E                                           | F2 (Ed 2/2)                     | 253              | –                 | –                 | –               | 1      | 1876                         | SLM                          | B         | 1876                         |                              |
| –                                           | F3 (E 3/3)                      | –                | 251–252           | 451–452           | 8661–8662       | 2      | 1892 umgebaut aus F3         | 1892 umgebaut aus F3         | C         | 1876–1938                    | D 3/3                        |
| bis 1880: SNB A dann: F                     | A3 (Eb 3/4)                     | –                | 261–272           | 151–162           | –               | 12     | 1875–77                      | SLM                          | 1’C       | 1896–1901                    | D 3/3                        |

### Personen- und Güterwagen

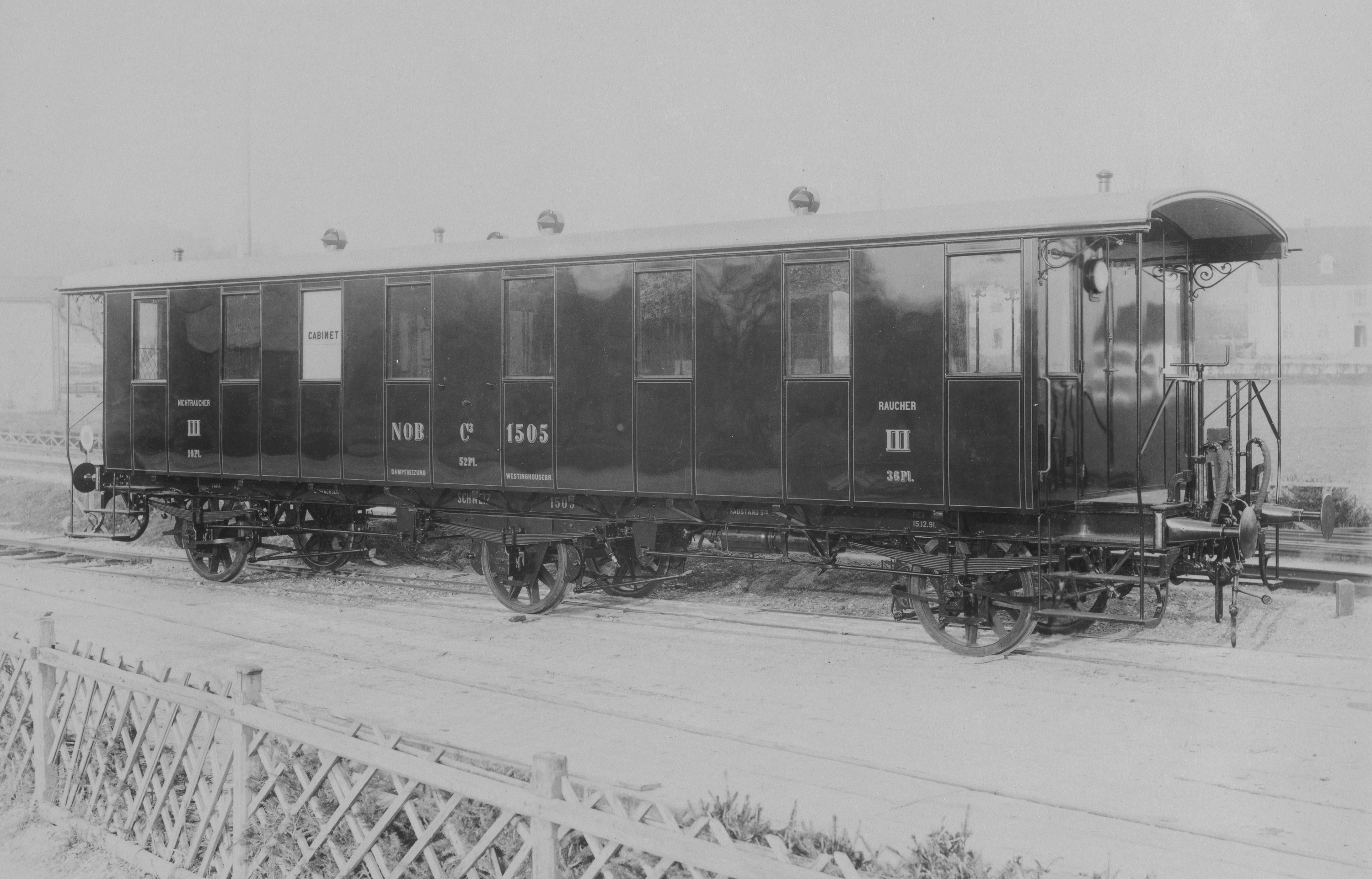
Personenwagen der Reihe C^{3} 1502–1525, 1891

Als Eigentumsmerkmal trugen alle Wagen das Kürzel «N.O.B.» oder «NOB». Güterwagen hatten zusätzlich an den Langträgern die Aufschrift «Schweizerische Nordostbahn».
Bezüglich der Personen- und Gepäckwagen liess sich die Gesellschaft vom US-amerikanischen Vorbild leiten und setzte statt zweiachsigen Abteilwagen bereits ab 1855 Durchgangswagen mit Drehgestellen ein. Die Konstruktion basierte auf den bereits seit 1846 eingesetzten Personenwagen der Königlich Württembergischen Staats-Eisenbahnen.
| Wagenart                                   | Farbe | Beschriftung                  |
| ------------------------------------------ | ----- | ----------------------------- |
| Personenwagen 1. und 1./2. Klasse          | grün  | gold                          |
| Personenwagen 2. und 3. Klasse             | grün  | gelb                          |
| Gepäckwagen                                | grün  | weiss, rot/schwarz schattiert |
| Güterwagen                                 | grau  | weiss, rot/schwarz schattiert |
| Güterwagen mit Luftbremse und Dampfleitung | rot   | weiss                         |

Siehe auch: Liste von Güterwagen der Schweizerischen Nordostbahn

## Kunstbauten
Die NOB wurde in relativ einfachem Gelände erstellt. Trotzdem entstanden einige beachtenswerte Bauwerke, insbesondere Brücken über den Rhein:

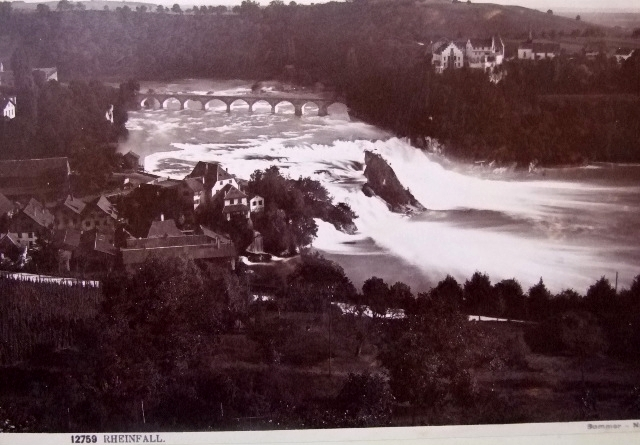
Rheinfallbrücke der Linie Winterthur–Schaffhausen bei Neuhausen
Bahnviadukt bei Eglisau über den Rhein (1894)
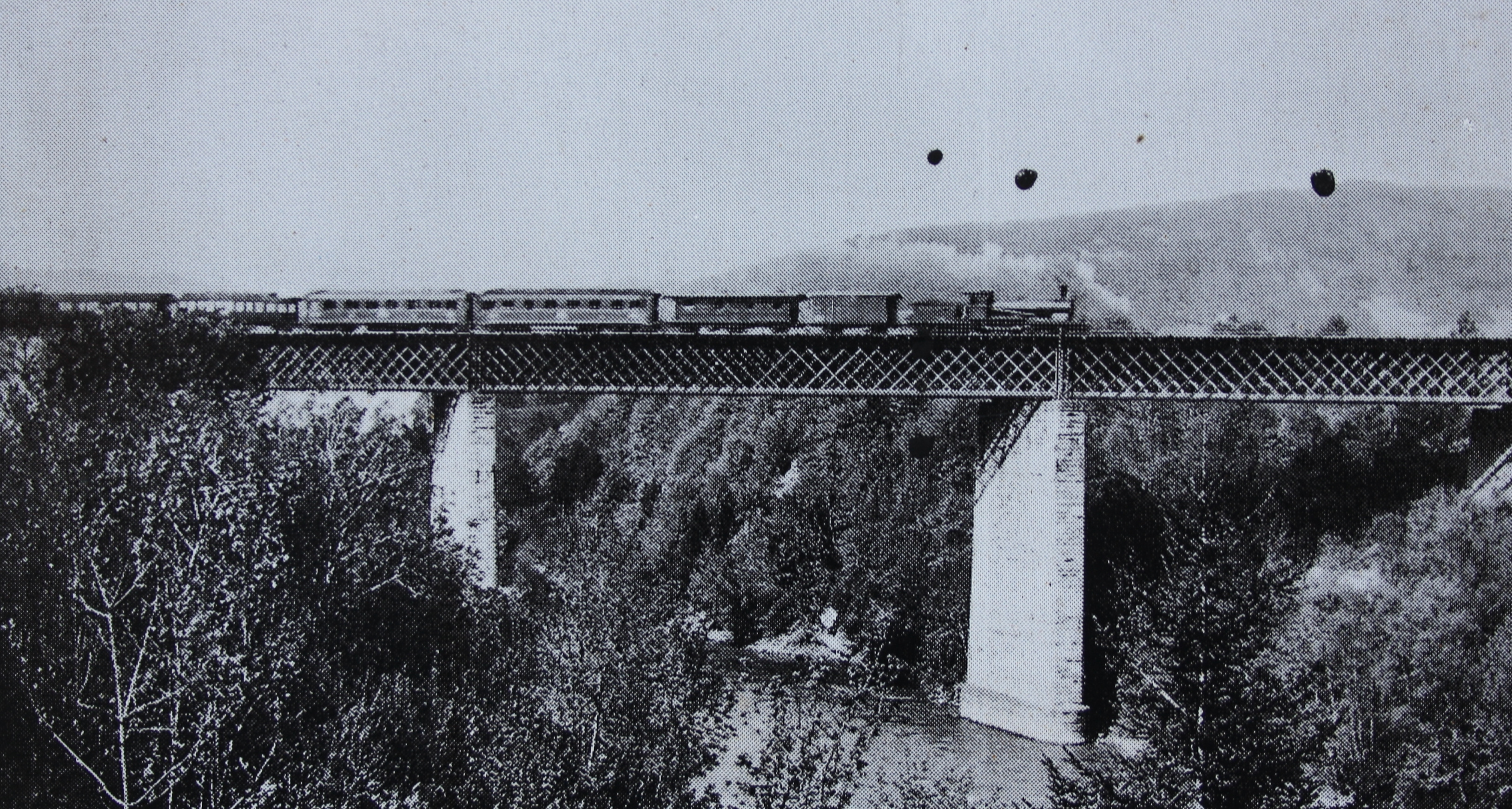
Untere Limmatbrücke bei Wettingen (1877)
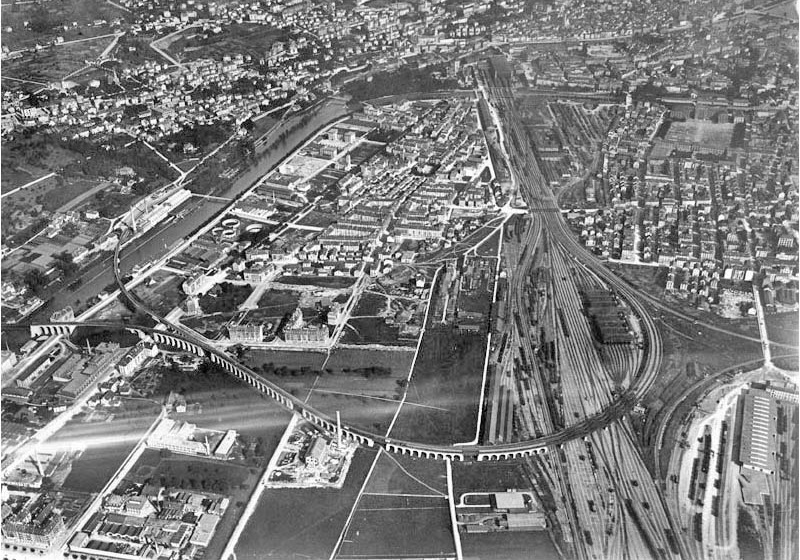
Aussersihler Bahnviadukt (1894), Luftaufnahme des Ballonpioniers Spelterini
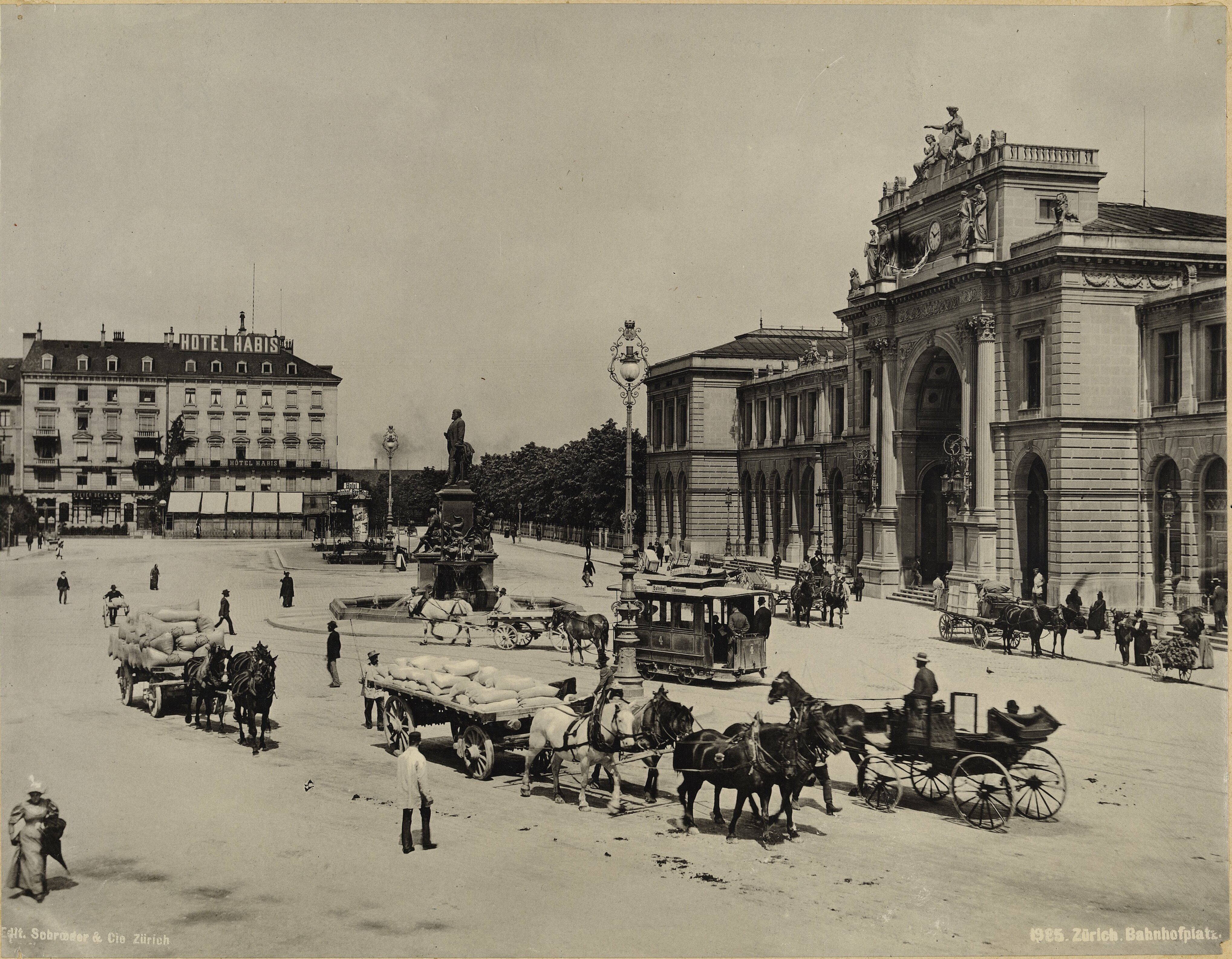
Zürcher Hauptbahnhof, 1871 erbaut von Jakob Friedrich Wanner
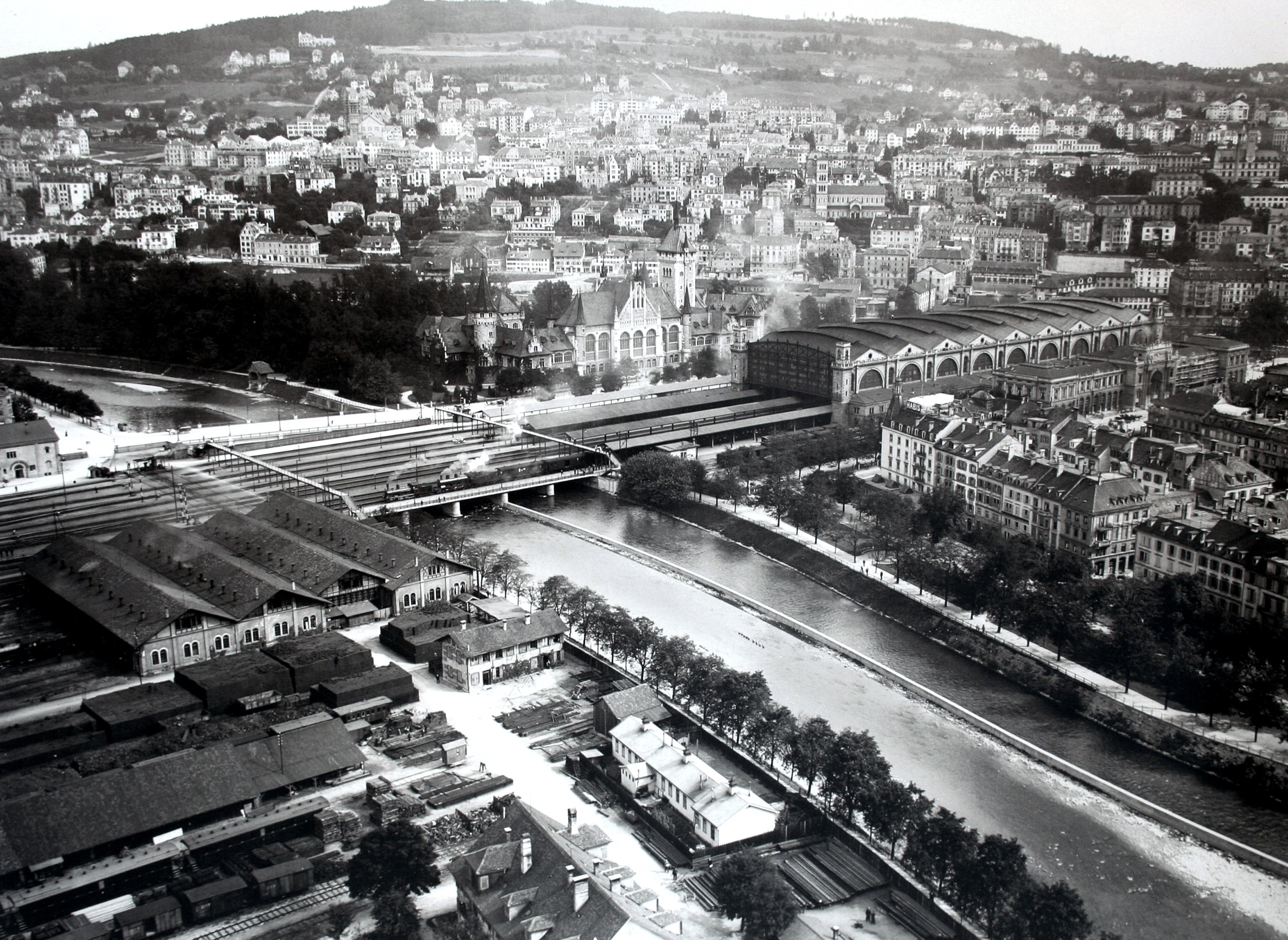
Zürcher Hauptbahnhof, Luftaufnahme 1907 von Spelterini

### Bahnbetrieb
- Alfred Luz: Die Anfänge der Schweizerischen Nordostbahn bis zur Vollendung des Stammnetzes (1852–1859). Hans A. Gutzwiller AG, Zürich 1932.
- Hans-Peter Bärtschi, Adrian Ramsauer, Jürg Hauswirth: Die Bodenseebahn 1855–2005. Romanshorn–Winterthur–Zürich. Minirex, Luzern 2005, ISBN 3-907014-18-9.
- Placid Weissenbach: Das Eisenbahnwesen der Schweiz. (PDF 14,8 MB) Erster Teil. Geschichte des Eisenbahnwesens. 1913, abgerufen am 1. Februar 2014.
- Hans-Peter Bärtschi: Schweizerische Nordostbahn (NOB). In: Historisches Lexikon der Schweiz.  30. November 2011.
- Schweizerische Nordostbahn. In: bahndaten.ch. Daten zu den Schweizer Eisenbahnen 1847–1920. Thomas Frey und Hans-Ulrich Schiedt, ViaStoria, abgerufen am 1. Februar 2014.
- Hermann Dietler: Schweizerische Nordostbahn. In: Röll: Enzyklopädie des Eisenbahnwesens. 1917, abgerufen am 1. Februar 2014.
- Hans G. Wägli: Schienennetz Schweiz und Bahnprofil Schweiz CH+. AS Verlag, Zürich 2010, ISBN 978-3-909111-74-9.

### Schiffsbetrieb
- Lukas Reimann: Geschichte der Schifffahrt in der Schweiz (Memento vom 14. September 2008 im Internet Archive). In: schiffe-schweiz.ch. 1. Juli 2009.
- Florian Scholz: Die Geschichte der Personenschifffahrt auf dem Bodensee. In: Bodenseeschifffahrt.de. 26. Februar 2014, abgerufen am 28. Februar 2014.
- Schifffahrt. Geschichte. In: Dem Rhein entlang. Maturitätsarbeit an der Kantonsschule Baden, 26. November 2006, abgerufen am 28. Februar 2014.
- Fritz Hunziker: Von der «Minerva» bis zur «Linth». In: Neue Zürcher Zeitung. 6. April 1952, abgerufen am 28. Februar 2014.
- Peter Ziegler: Zürichsee. In: Historisches Lexikon der Schweiz.  10. Juni 2015.